# Plettenberg (Adelsgeschlecht)

Wappen derer von Plettenberg

Plettenberg ist der Name eines westfälischen Uradelsgeschlechtes. Der Name Plettenberg geht auf den Stammsitz am Fuße des Plattberges, am Zusammenfluss von Grüne und Oester in der heutigen Stadt Plettenberg im Sauerland zurück. Dieser Hof Plettonbrath wird bereits in einer zwischen 1063 und 1078 ausgestellten Urkunde der Abtei Werden erwähnt. Die Familie unterstützte vom 12. bis zum 18. Jahrhundert den Erzbischof von Köln und stellte mehrfach den Marschall von Westfalen.
Die Familie ist von dem gleichnamigen, aber wappenverschiedenen Adelsgeschlecht Plettenberg zu Borg zu unterscheiden.

## Die Anfänge
Die erste gesicherte urkundliche Erwähnung erfolgte 1187 mit der Nennung von Heidolphus de Pletthenbrath in einer Urkunde des Kölner Erzbischofs Philipp I. von Heinsberg. Er gehörte zu den Gefolgsleuten des Erzbischofs, der 1180 auch Herzog von Westfalen geworden war. Heidolphus de Pletthenbrath half dem Erzbischof, sein Territorium gegenüber den Nachbarn, insbesondere den Grafen von der Mark, abzusichern. Außerdem wird in Sekundärliteratur ein Gotscalcus v. Plettenbracht (1179) bzw. Godeschalcus de plathberch (1193) erwähnt.
Hunold I. von Plettenberg (* um 1190) war von 1256 bis 1260 und 1267 Marschall von Westfalen. Heidenreich (Heydenricus) von Plettenberg war 1258 Drost der Grafen von Arnsberg und 1266 Marschall von Westfalen. Seine Brüder (oder Vettern) Otto und Rudolf von Plettenberg waren 1286 Stiftsherren der Abtei Essen. Johann I. von Plettenberg (* vor 1270; † nach 1314), Sohn Heidenreichs und dessen Frau Lucia, war von 1294 bis 1298 und von 1300 bis 1312 Marschall von Westfalen. Rabodo von Plettenberg war 1231 Hauptstifter des Dominikanerklosters Soest. Weitere Marschälle von Westfalen waren Hunold II. (1303) und Hermann (1352).
Die immer wiederkehrenden Namen Guntermann (Guntram), Hunold und Heidenreich, diese auch gleichzeitig in verschiedenen Linien, erschweren eine exakte genealogische Aufarbeitung sehr. Dies zeigen die Ausarbeitungen von u. a. Johann Diederich von Steinen, Max von Spießen, Albert K. Hömberg und Walter Stirnberg, die zum Teil zu abweichenden Zuordnungen kommen.
Die Familie teilte sich im Laufe der Zeit in zwei Stämme auf: Schwarzenberg (protestantisch) und Lenhausen-Stockum (katholisch, mit Ausnahme der Linie Stockum), beide jeweils mit verschiedenen Linien, von denen heute noch drei existieren: Heeren, Lenhausen und Stockum.

## Stamm Schwarzenberg

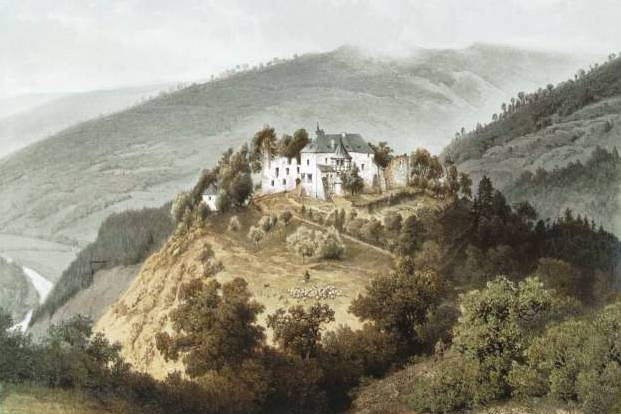
Burg Schwarzenberg, um 1860

Gerhard von Plettenberg (um 1335), ein Sohn Hunolds I., wurde Drost des Grafen Engelbert III. von der Mark. Er ließ als solcher die Burg Schwarzenberg, die in einer Fehde mit dem Grafen Gottfried von Arnsberg Schaden gelitten hatte, ausbessern und verstärken. 1512 gelangte die Burg Schwarzenberg als Pfand in Besitz der Nachfahren Gerhards von Plettenberg. Nachdem sie 1661 in sein Eigentum übergangen war, ließ Christoph von Plettenberg, Drost des Amtes Plettenberg, sie renovieren und im ehemaligen Zwingerbereich einen Barockgarten anlegen. Bis etwa 1830 wurde die Burg von Familienmitgliedern bewohnt, sie befindet sich auch heute noch im Besitz der Nachfahren Christoph von Plettenbergs. Nach einem Blitzeinschlag brannte die Burg am 13. Juni 1864 mit den gesamten übrigen Wohngebäuden völlig ab, so dass die noch stehenden Mauern wegen Einsturzgefahr größtenteils abgerissen werden mussten.

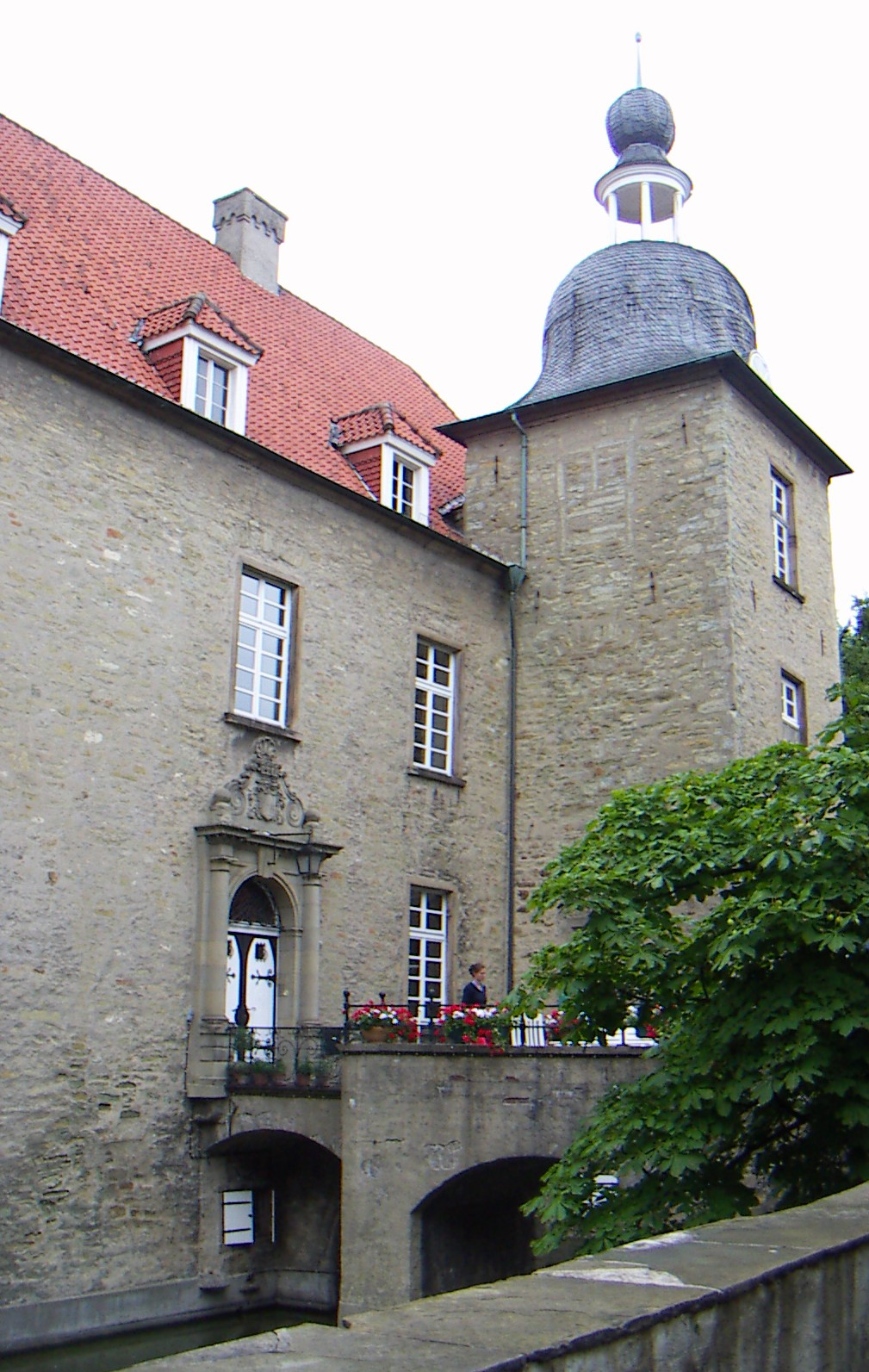
Haus Heeren, Kreis Unna
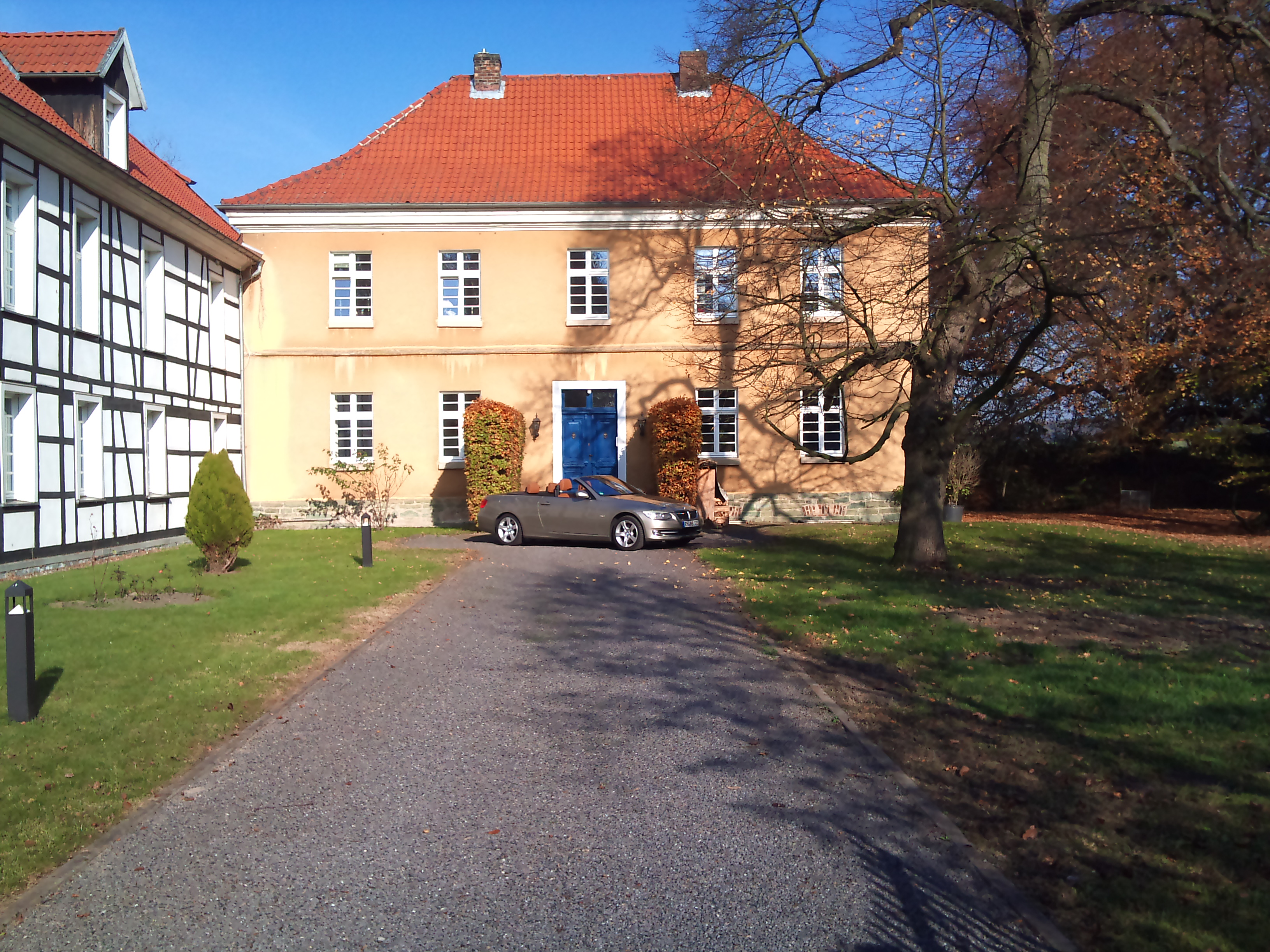
Haus Hilbeck, Kreis Soest
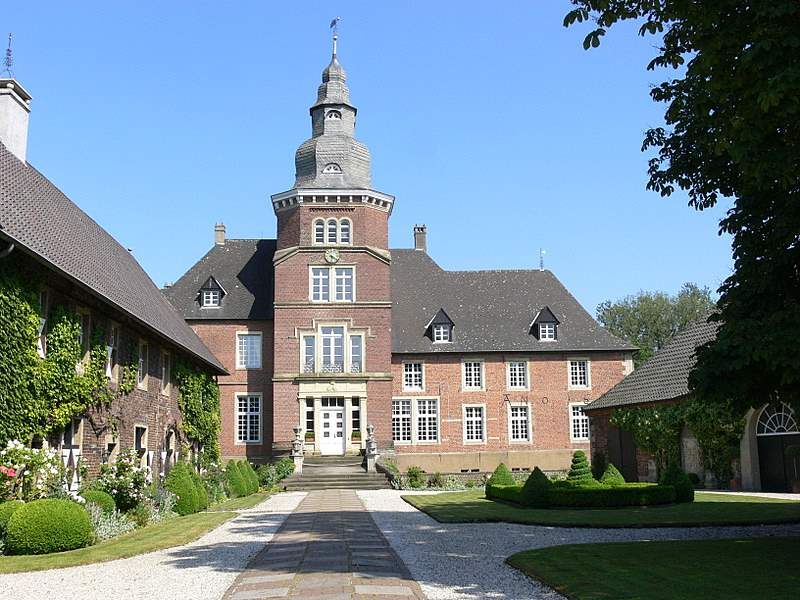
Haus Sandfort, Kreis Coesfeld
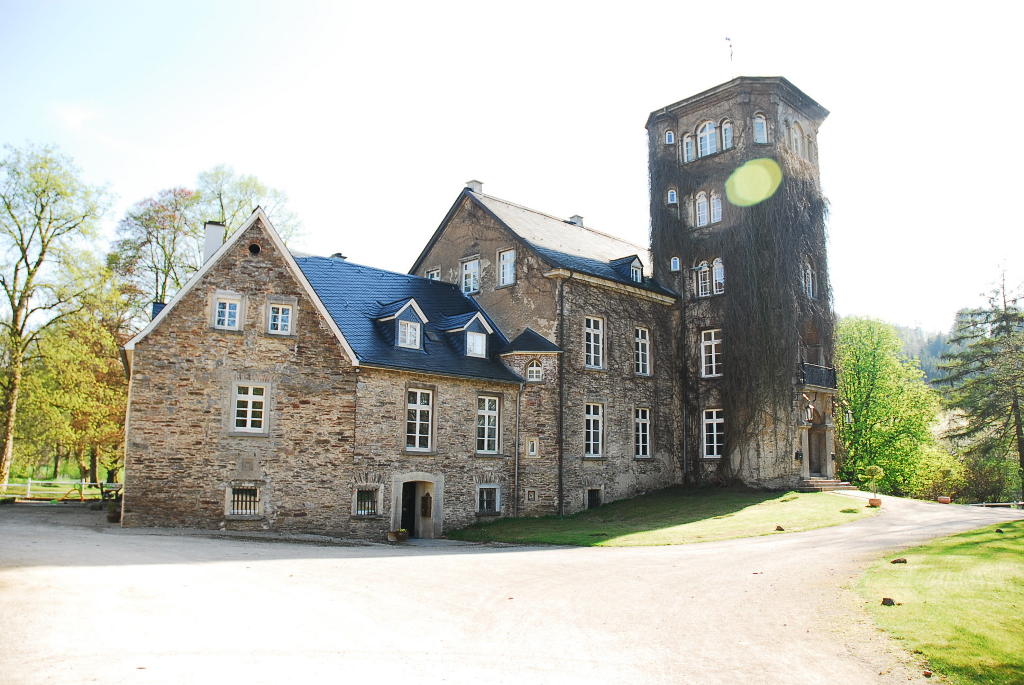
Haus Bamenohl, Kreis Olpe
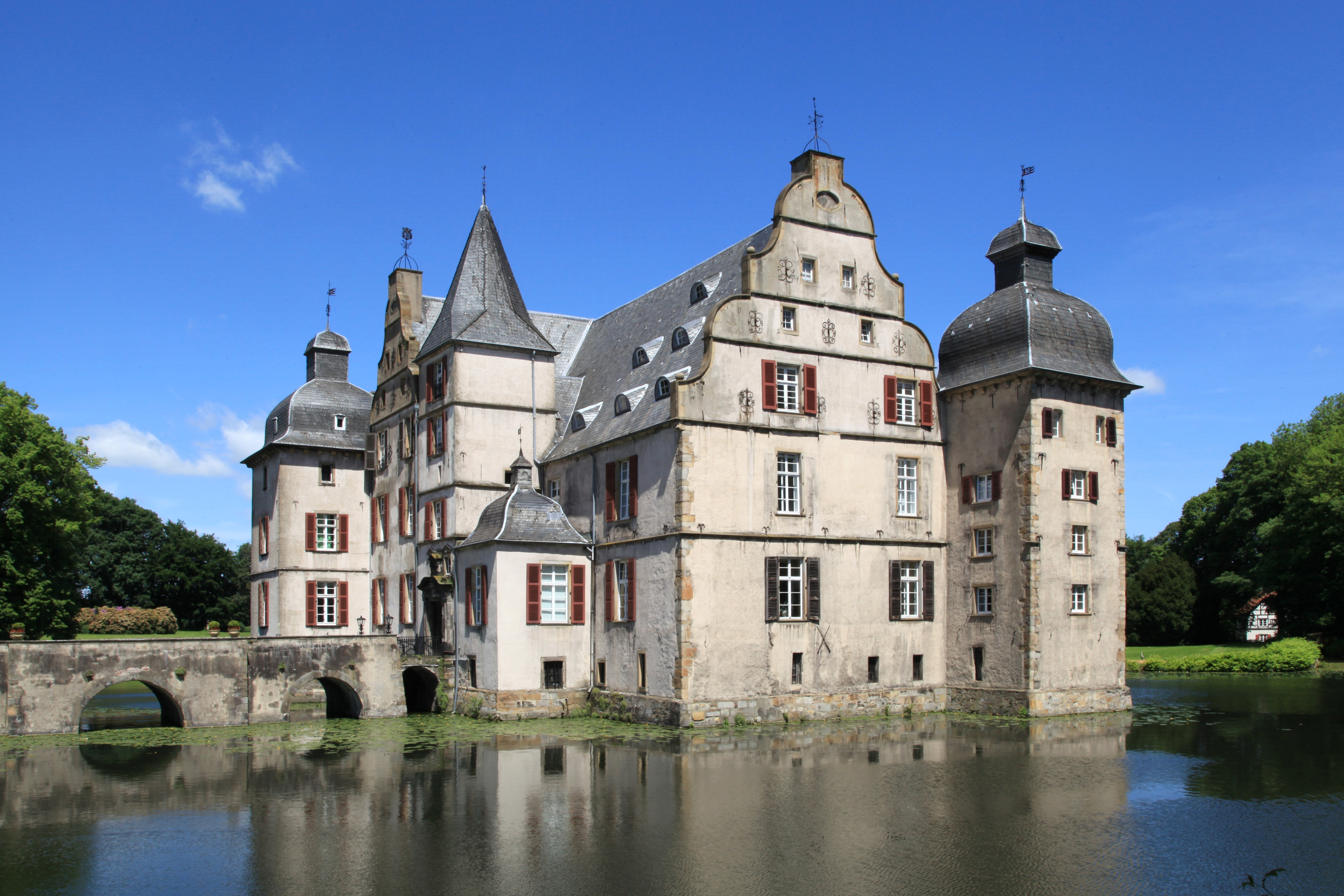
Haus Bodelschwingh, Dortmund-Bodelschwingh
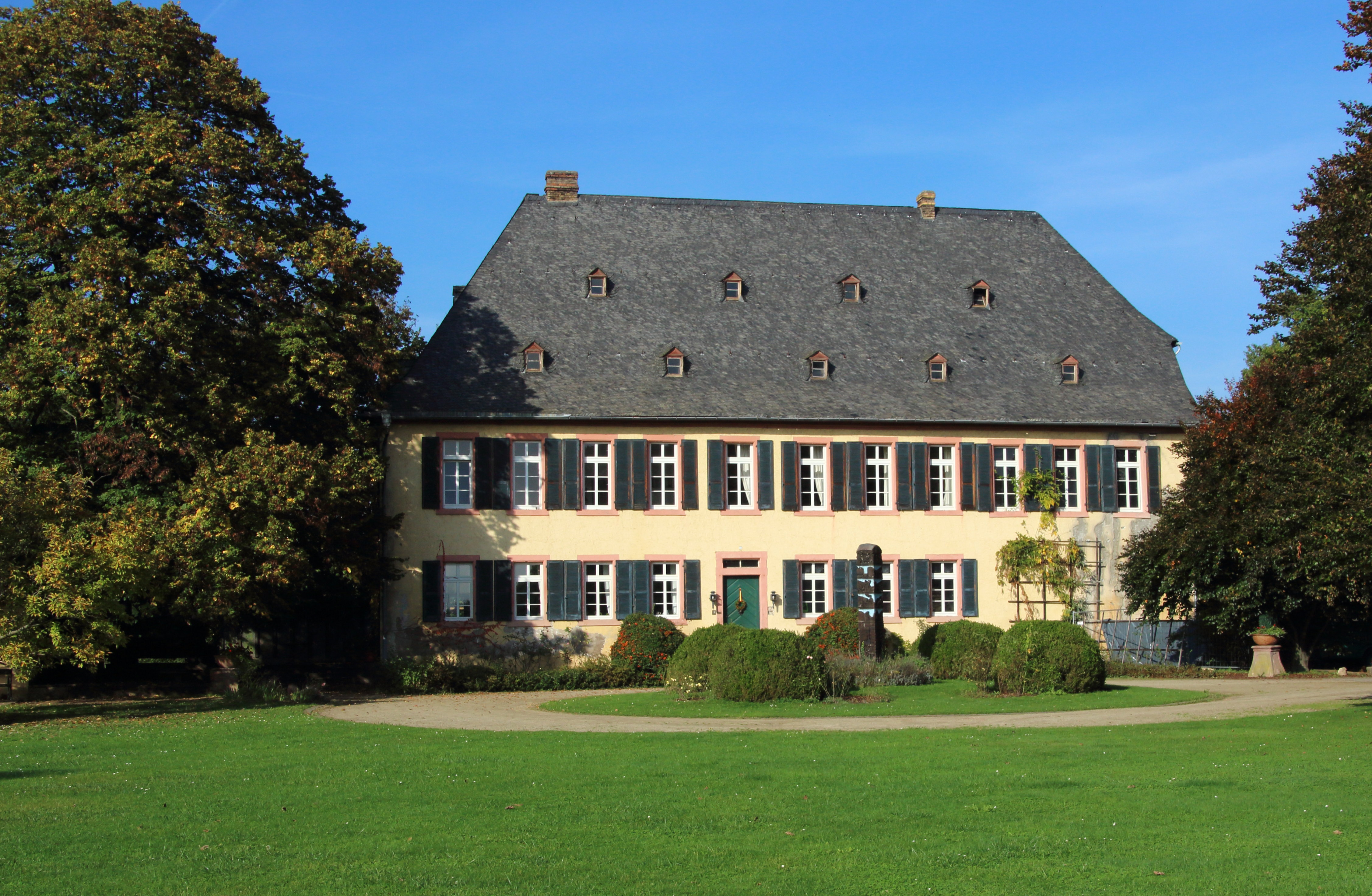
Draiser Hof, Eltville-Erbach
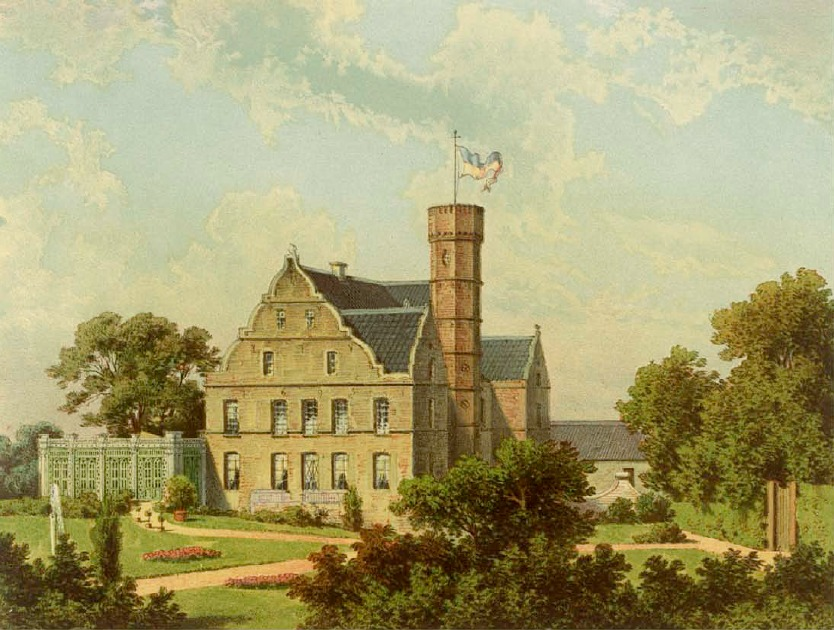
Haus Mehrum

### Linien Plettenberg-Heeren und Bodelschwingh-Plettenberg

#### Plettenberg-Heeren

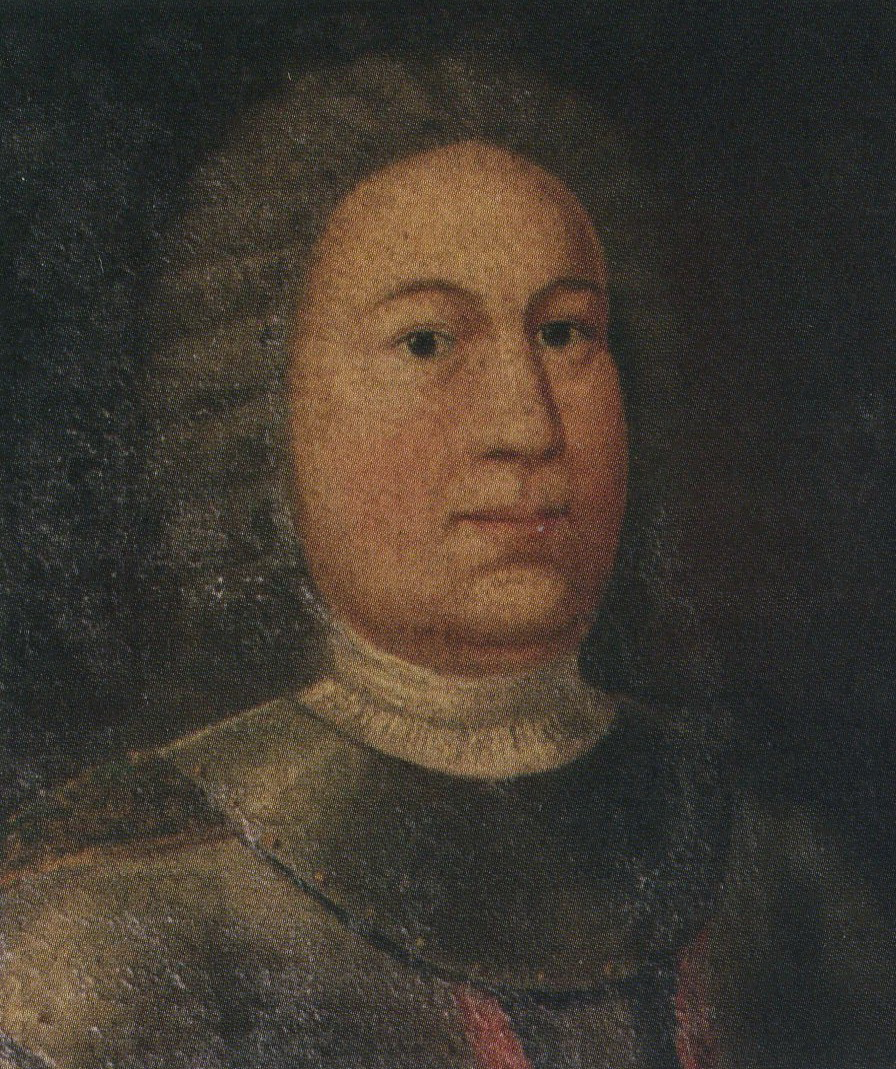
Jobst Henrich von Plettenberg-Heeren (1637–1719)

- Jobst Henrich von Plettenberg (* 1637; † 1719), Sohn von Christoph, wurde 1671 Herr zum Schwarzenberg und Drost des Amtes Plettenberg, heiratete 1679 die Erbtochter des Hauses Heeren bei Kamen, Anna Sophia von Hüchtenbrock. Er wurde 1680 Generalerbe seiner Frau und gründete die Linie Plettenberg-Heeren. Jobst Henrich errichtete die Vorburg des Hauses Heeren und kaufte die im Kirchspiel Heeren liegenden Adelsgüter Haus Werve und Hahnengut und verband sie mit Haus Heeren zu einem Fideikommiss. Er war Inhaber des Patrimonialgerichts Heeren und des Kirchenpatronats Heeren. 1698 wurden Jobst Heinrich von Plettenberg und seine Nachfahren von Kaiser Leopold I. in den Reichsfreiherrenstand erhoben. Sein Sohn

- Ferdinand Christoph Albrecht von Plettenberg (* 1683; † 1761) trat 1719 die Erbfolge in Heeren und Schwarzenberg an. Er war verheiratet mit Amalia Wilhelmina von Bodelschwingh zu Bodelschwingh. Sein Bruder Christoph Diedrich (kurfürstlich-brandenburgischer Capitain), der auf Burg Schwarzenberg wohnte, kaufte 1726 das adlige Haus Hilbeck bei Werl. Als er im selben Jahr starb, fiel das Haus an Ferdinand, der es in das Fideikommiss Heeren eingliederte. Sein ältester Sohn,

- Gisbert von Plettenberg-Heeren (* 1720; † 1766), erbte 1761 die Güter des Fideikommisses Heeren. Er war verheiratet mit der Erbtochter des Hauses Bodelschwingh, Gisbertine. Diese Ehe wurde 1762 annulliert. Gisbert heiratete in zweiter Ehe Sophia Charlotta von Quadt-Hüchtenbruck. Aus beiden Ehen gingen keine Kinder hervor. Erbe wurde daher Gisberts im Militärdienst stehender Bruder,

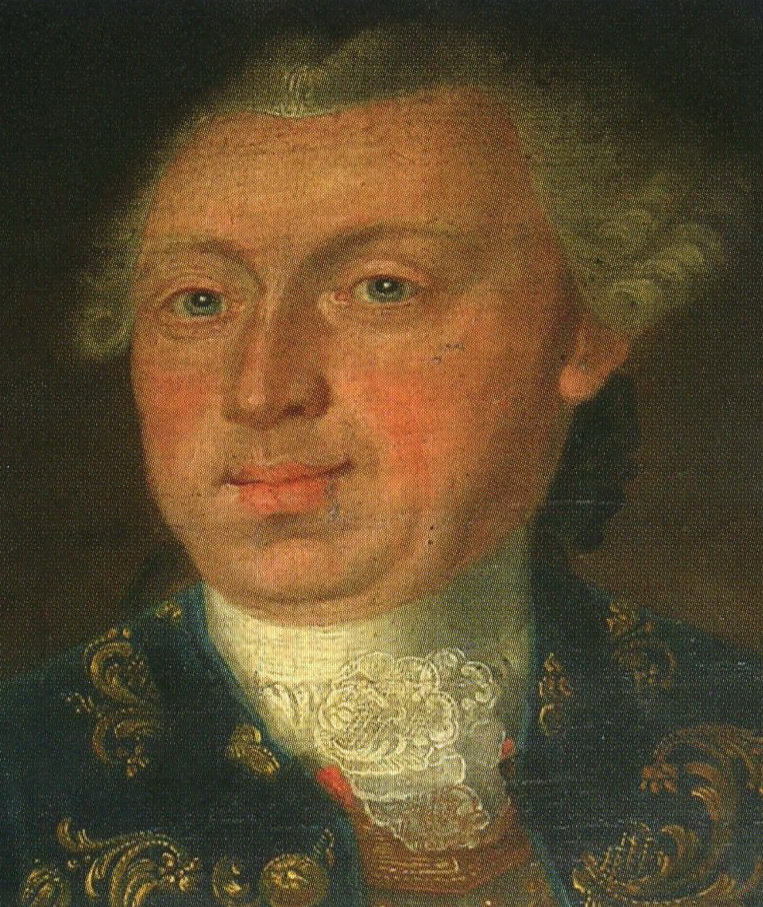
Johann Adolph Friedrich von Plettenberg-Heeren (1725–1787)

- Johann Adolph Friedrich von Plettenberg-Heeren (* 1725 in Heeren; † 1787 ebenda). Mit seiner ersten Frau, Sophie Elisabeth („Elise“) von Lüdinghausen genannt Wolff zu Füchten (* 1745; † 1766), hatte er einen Sohn, Karl Wilhelm Georg. 1767 heiratete er seine zweite Frau Henrietta Carolina Albertina von Plettenberg (* 1750 in Stockum; † 1794 in Heeren), Tochter des Generals Christoph Friedrich Steffen von Plettenberg-Stockum vom benachbarten Haus Heyde bei Unna. Mit ihr hatte er zwölf Kinder, die alle vor 1850 starben, unter anderem Friedrich Wilhelm Christopher und Adolf.

- Karl Wilhelm Georg von Plettenberg-Heeren (* 1765 in Heeren; † 1850 in Drais) heiratete in das Haus Bodelschwingh ein und begründete die Linie Bodelschwingh-Plettenberg zu Bodelschwingh (siehe unten). Sein Halbbruder

- Friedrich Wilhelm Christopher von Plettenberg-Heeren (* 1769 in Heeren; † 1820 ebenda) erbte Heeren, Hilbeck, Werve und Hahnen und heiratete 1795  Caroline von Bodelschwingh (* 1771 in Bodelschwingh; † 1818 Heeren), eine Schwester der Luise (siehe unter Karl Wilhelm Georg), verheiratet. Sie brachte als Brautschatz die Häuser Gut Oevinghausen, Mehrum und Löhnen mit in die Ehe. Nach ihrem Tod heiratete Friedrich Wilhelm 1818 Maria Sophia von Ascheberg aus dem Haus Venne. Das Erbe in Heeren übernahm 1820 sein erstgeborener Sohn aus erster Ehe,

- Friedrich Wilhelm („Fritz“) von Plettenberg-Heeren (* 1796 in Heeren; † 1861 ebenda). Er ehelichte 1821 seine Cousine Caroline von Bodelschwingh-Plettenberg, eine Tochter seines Onkels Karl Wilhelm Georg (s. o.). Er trat zunächst in den Militärdienst ein, kämpfte in den Befreiungskriegen und studierte Jura in Heidelberg, Göttingen und Berlin. 1840 verlieh ihm König Friedrich Wilhelm IV. die Kammerherrenwürde. Als er 1861 starb, erlosch die männliche Linie der Familie von Plettenberg-Heeren. Die Erbtochter Bertha (* 1832; † 1900) heiratete Adolf Eugen Ludwig von Bodelschwingh-Plettenberg (siehe unter Bodelschwingh-Plettenberg zu Heeren).

- Karl Ludwig Adolf von Plettenberg, (* 1801 in Heeren; † 1857 Bodelschwingh), Bruder des Vorigen, übernahm 1830 Haus Mehrum und heiratete 1831 Wilhelmine von Bodelschwingh-Plettenberg aus dem Hause Bodelschwingh. Sie hatten zwei Söhne, Gustav und Udo und begründeten damit die Nebenlinie Plettenberg-Mehrum. Karl von Plettenberg-Mehrum war designierter Kommendator des Johanniterordens, starb jedoch kurz vor der Bestätigung durch den damaligen Herrenmeister der Kongregation. Sein älterer Sohn Gustav Karl von Plettenberg (* 1835 in Mehrum; † 1910 ebenda) war zunächst Premier-Lieutenant in der Garde-Landwehr-Kavallerie, später Rittmeister und einflussreicher Kommendator der Rheinischen Genossenschaft des Johanniterordens. 1862 heiratete er Elisabeth von Rosenberg aus dem Hause Klötzen. Sie hatten vier Kinder, von denen das zweite, Karl Anton von Plettenberg (* 1871 in Mehrum; † 1942 in Köln) den Besitz erbte. Er war königlicher Kammerherr, Major des 1. Garde-Ulanen-Regiment, Vorstand des Norddeutschen Lloyd und Bürgermeister von Voerde. Er war in erster Ehe verheiratet mit der Witwe Margarethe Kohl, die Ehe wurde aber 1919 wieder geschieden. 1930 heiratete er die Witwe Klara Wendelstadt,  geb. Pfeifer (* 1877; † 1950) aus Köln. 1929 verkaufte er Haus Mehrum und zog nach Köln, wo er 1942 kinderlos starb. Wenige Jahre später wurde Haus Mehrum beim Rheinübergang der 9. US-Armee im Rahmen der Operation Flashpoint so schwer beschädigt, dass es 1965 abgerissen werden musste. Heute stehen nur noch einige Mauerreste.

#### Bodelschwingh-Plettenberg zu Bodelschwingh

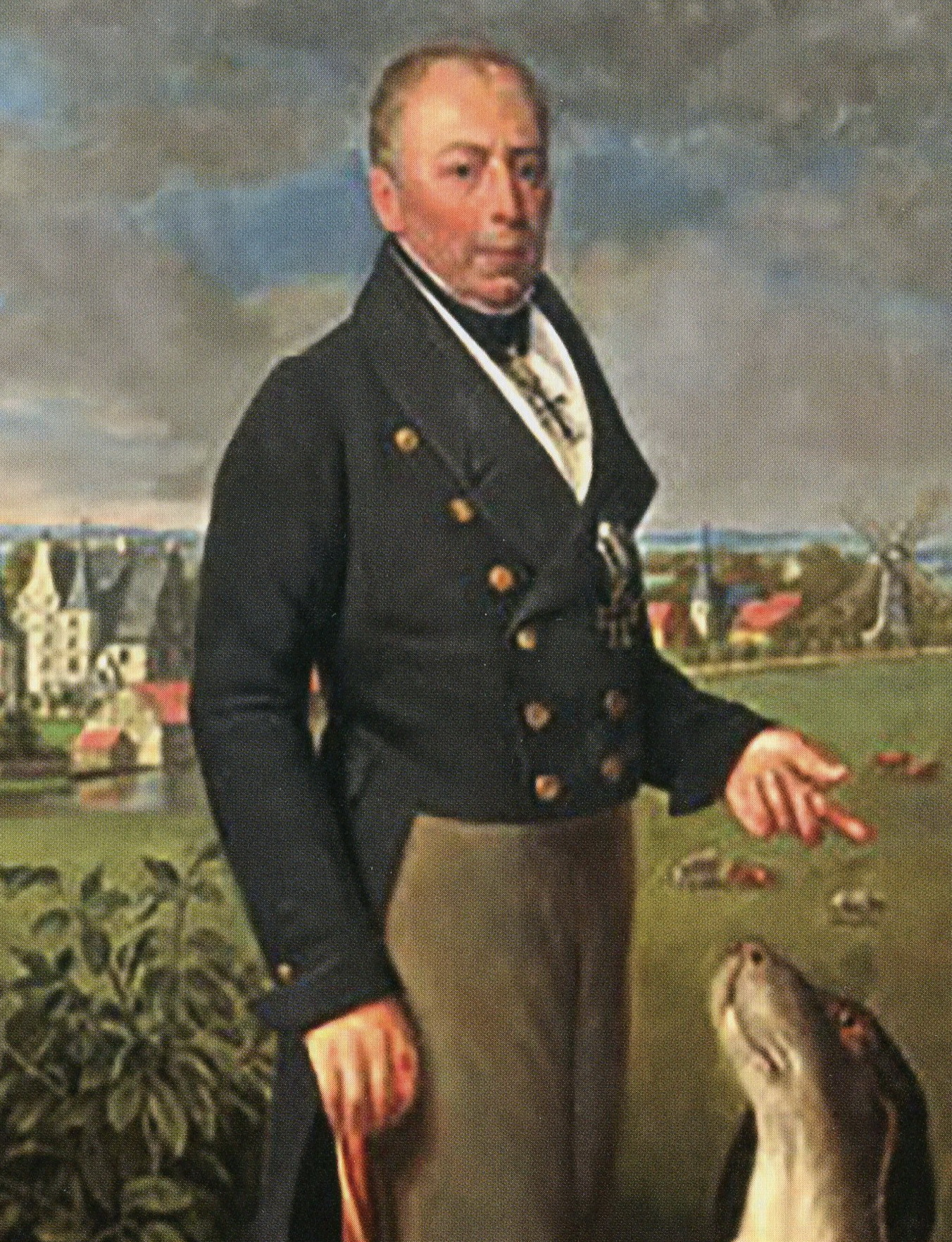
Carl Wilhelm Georg von Plettenberg-Heeren, ab 1805 von Bodelschwingh-Plettenberg

- Karl Wilhelm Georg von Plettenberg-Heeren (* 1765 in Heeren; † 1850 in Drais) war seit 1788 in erster Ehe mit Anna Luise Freiin von Bodelschwingh (* 1766 in Bodelschwingh; † 1833 ebenda), Erbtochter auf Bodelschwingh und Sandfort, verheiratet. Als Nichte des letzten Vogts von Elspe hatte sie zehn Jahre zuvor auch die Güter Bamenohl, Borghausen, Oevinghausen, Schwerte, Werl und Westhemmerde geerbt. Aus der Ehe gingen drei Söhne und vier Töchter hervor. Carl fügte mit preußischer Genehmigung ab 1805 seinem Namen und seinem Wappen das derer von Bodelschwingh hinzu und begründete damit die Linie der Freiherren von Bodelschwingh-Plettenberg zu Bodelschwingh. Er war Erbmarschall der Grafschaft Mark, Großkomtur der Deutschordensballei Utrecht und Großmeister des Freimaurerordens. Nach dem Tod seiner Frau Christine im Jahr 1833 heiratete er 1834 in zweiter Ehe die Tochter seines Halbbruders Adolf, Bertha Freiin von Plettenberg (* 1808 in Sedan; † 1845 in Bodelschwingh). Aus dieser Ehe ging die Tochter Marie hervor. Sein Erbe war

- Gisbert von Bodelschwingh-Plettenberg (* 1790 in Bodelschwingh; † 1866 ebenda), Besitzer von Bamenohl, Borghausen, Bodelschwingh, Schwarzenberg, Haus Rodenberg, Haus Schörlingen bei Waltrop, sowie Burg Geretzhoven, Haus Katz und Katzcherhof im Herzogtum Jülich, Teschendorf in Hinterpommern, Gut Drais im Herzogtum Nassau und Huis Loowaard in der Provinz Gelderland. Er wurde 1826 auf Lebenszeit in das Herrenhaus des westfälischen Provinziallandtags gewählt. Er war verheiratet mit Wilhelmine („Minette“) von Plettenberg-Stockum (* 1795 in Egeln; † 1866 ebenda). Ihn beerbten u. a. Adolf Eugen Ludwig (* 1826 in Geretzhoven; † 1902 in Heeren) und

- Carl Gisbert Wilhelm von Bodelschwingh-Plettenberg (* 1821 in Geretzhofen; † 1907 in Bodelschwingh), der die Güter Bodelschwingh, Rodenberg, Geretzhoven und Schwarzenberg erhielt. Er kaufte seinem Bruder Gisbert das Haus Drais ab und war ab 1847 mit Eugenie von Quadt-Wykratdt-Hüchtenbruck (* 1824 in Köln; † 1907 in Dorloh) verheiratet, mit der er bis zum Tode seines Vaters in Bamenohl lebte, anschließend übernahm er Bodelschwingh und Drais. Seine Tochter Wilhelmine („Minette“) (* 1849 in Düsseldorf; † 1920 in Dorloh) brachte diesen Besitz durch Heirat im Jahre 1867 an ihren Ehemann Dodo Alexander Freiherr zu Innhausen und Knyphausen (* 1835 in Potsdam; † 1911 in Dorloh), Herr auf Leer-Thedinga, der dann zusätzlich zu seinem Geburtsnamen auch den Titel Graf von Bodelschwingh-Plettenberg führte. Beide hatten fünf Söhne und drei Töchter. Der Sohn

- Karl Moritz zu Innhausen und Knyphausen, Graf von Bodelschwingh-Plettenberg (* 1871 in Bodelschwingh; † 1958 ebenda). Diesem folgte sein Sohn

- Edzard (* 1905; † 1984), der als letzter den Primogeniturtitel Graf von Bodelschwingh-Plettenberg führte. Seine Nachkommen führen alle den Namen Freiherr bzw. Freiin zu Innhausen und Knyphausen. Haus Bodelschwingh und Gut Drais befinden sich bis heute in ihrem Besitz.

- Adolf von Bodelschwingh-Plettenberg (* 1797; † 1869), Halbbruder von Karl Wilhelm Georg (s. o.), war Rechtsritter des Johanniterordens, wurde in der Schlacht bei Waterloo verwundet, heiratete 1827 Luise von Plettenberg-Heeren und übernahm 1861 das der Familie Bodelschwingh gehörende Rittergut und Schloss Sandfort bei Olfen. Er engagierte sich auch politisch und stand 1830–31 in Kontakt mit dem Freiherrn vom Stein.[9] Seine Tochter Bertha heiratete später ihren Halbonkel Karl Wilhelm Georg (siehe oben).

#### Bodelschwingh-Plettenberg zu Heeren, später Plettenberg-Heeren

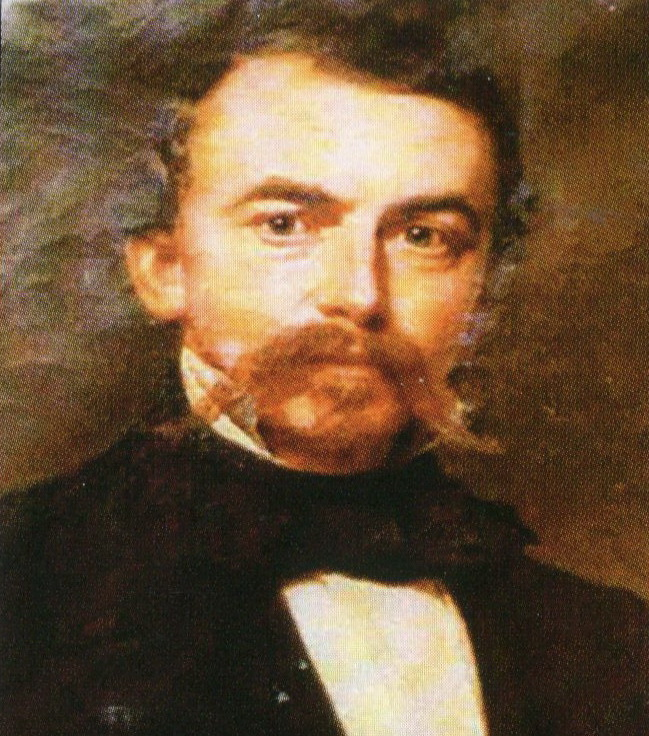
Adolf Eugen Ludwig von Bodelschwingh-Plettenberg (1826–1902)

- Adolf Eugen Ludwig von Bodelschwingh-Plettenberg (* 1826 in Geretzhoven; † 1902 in Heeren), Sohn des oben genannten Gisbert von Bodelschwingh-Plettenberg, erbte Bamenohl, Borghausen, Schlubberbruch und Weuspert und heiratete 1856 seine Cousine zweiten Grades Bertha von Plettenberg-Heeren (* 1832; † 1900) (s. o. Plettenberg-Heeren), Besitzerin der Güter Heeren, Hilbeck, Werve und Hahnen. Der Sohn

- Friedrich Gisbert Adolf (auch genannt „Fritz“, „Heinrich“ oder „Päppel“) Graf von Plettenberg-Heeren (* 1863 in Heeren; † 1924 ebenda) heiratete 1892 Ehrengard von Krosigk (* 1873 in Rathmannsdorf; † 1943 in Muttrin). Er war königlich preußischer Kammerherr und Major, Erbmarschall in der Grafschaft Mark, Mitglied des Preußischen Herrenhauses und Rechtsritter des Johanniterordens. Aus Anlass der 25-jährigen Thronbesteigung Kaiser Wilhelms II. wurde dieser Familienzweig 1913 unter der Namensform Graf von Plettenberg-Heeren in den preußischen Grafenstand erhoben, einem Primogeniturtitel, gebunden an das Fideikommiss Heeren, so dass die übrigen Familienangehörigen weiterhin Freiherren von Plettenberg bleiben. Er hatte sieben Töchter und einen Sohn:

- Wilhelm-Adolf („Affel“) von Plettenberg-Heeren (* 1902 in Heeren; † 1950 in Hamm). Er heiratete 1930 Emilie Gräfin Eckbrecht von Dürckheim-Montmartin (* 1909 in Düsseldorf; † 1995 in Hilbeck), mit der er vier Söhne und eine Tochter hatte. Kurz nach dem Tod seines Vaters, 1924, löste er den Fideikommiss Heeren auf. Die Häuser Heeren, Hilbeck, Bamenohl und Weuspert wurden daher unter seinen vier Söhnen aufgeteilt. Diese Häuser werden bis heute von der Familie Plettenberg bewohnt.

### Linie Plettenberg-Bamenohl (erloschen)
Durch die Heirat mit Angela von Heygen um 1440, Miterbin von Bamenohl, kam Heidenreich von Plettenberg in den Mitbesitz des Hauses Bamenohl. Nach dem Tod Heidenreichs erfolgte am 27. Juli 1474 eine Erbteilung bei den Plettenbergs, bei der die Brüder Guntermann I. und Heinrich Bamenohl erhielten. Guntermann war seit 1474 mit Katharina von Hanxleden verheiratet. Ihm fiel später auch der Anteil des Bruders Heinrich zu. Die weitere Erbfolge war
- Guntermann II. von Plettenberg zu Bamenohl (Oberes Haus), verheiratet zunächst mit Margarete (von Ohle?) und später mit Hildegard
- Ulrich I. von Plettenberg zu Bamenohl (Unteres Haus), verheiratet mit Katharina von Thülen.

Mit dieser Erbfolge blieb Bamenohl bis ins 18. Jahrhundert in ein Oberes und ein Unteres Haus zweigeteilt.
Das Obere Haus erbte Guntermann II. von Plettenberg, sein Erbe wurde Guntermann III. von Plettenberg, der erst Pastor in Elspe war, am 1. März 1560 aber von diesem Amt zurücktrat und Hille von Peick heiratete. Er starb am 2. März 1586. Etwas verworren ist die Nachkommenschaft des Guntermann III. Als Erbe des Oberen Hauses kommt allerdings nur Guntermann IV. infrage, der am 12. Februar 1591 die Katharina Rump zur Wenne heiratete. Über diesen Guntermann berichten Urkunden in der Zeit von 1589 bis 1645. Offensichtlich hatten beide keine Nachkommen, da die Nichte Anna Katharina, Tochter des münsterischen Hofrichters Johann Caspar von Plettenberg (gest. 1626) erbte. Sie heiratete den Oberst Christoph Hans Dietrich von Steckenberg.
Das Untere Haus erbte Ulrich I. von Plettenberg, der mit seiner Frau drei Söhne hatte, Ulrich II., Hermann und Arnd, sowie mit der Dienstmagd Judith noch mindestens zwei weitere Söhne, Ulrich III. und Johann. Ulrich II. bekam bei dem Erbvergleich vom 10. April 1564 das hoch verschuldete Gut Serkenrode und begründete damit die Linie Plettenberg-Serkenrode. Arnd und Hermann erhielten das Untere Haus. Hermann von Plettenberg heiratete Clara Vogt von Elspe zu Borghausen am 25. September 1564. Da beide kinderlos blieben, erbte das Untere Haus Bamenohl der Bruder von Clara, Bernhard (Johann Bernhard Christoph) Vogt von Elspe zu Borghausen. Damit war auch dieser Zweig der Plettenbergs erloschen. Haus Bamenohl gelangte über 200 Jahre später allerdings an die Heerener Linie der Plettenbergs (s. o. Karl Wilhelm Georg von Plettenberg-Heeren).

### Linie Plettenberg-Serkenrode (erloschen)
1539, I. 6. Thonies von Laer und seine Ehefrau Petronilla verkauften für eine Summe Geldes an Ulrich (I.) von Plettenberg zu Bamenoll und dessen Ehefrau Katharina ihre Güter zu Nieder Niedernbamenoll und Serckenrode und die Eigenleute daselbst zur Hälfte. Durch einen Erbvergleich 1564 erhielt der um 1530 geborene Ulrich II. das hoch verschuldete Serkenrode. Er heiratete Margarete von Luggenhausen aus Livland und zog um 1577 nach Serkenrode. Wegen dieser Heirat wurde er erst enterbt, erhielt dann allerdings das Gut Serkenrode.
Ulrich II. hatte mindestens drei Kinder, darunter Gertrud von Plettenberg, die Mätresse Ernst von Bayerns. Sein Sohn Anton (*~1569–1633) war der letzte von Plettenberg zu Serkenrode, verheiratet am 26. Juni 1590 mit Elisabeth von Merlau. Die beiden Söhne Caspar Daniel und Georg Christoph starben früh ohne bekannte Nachkommen. Die Tochter Anna Catharina heiratete Jobst von Schledorn, Eva Heinrich Ernst von Bruch, daher wurde das Gut später auch Bruch'sches Gut genannt.

## Stamm Lenhausen-Stockum

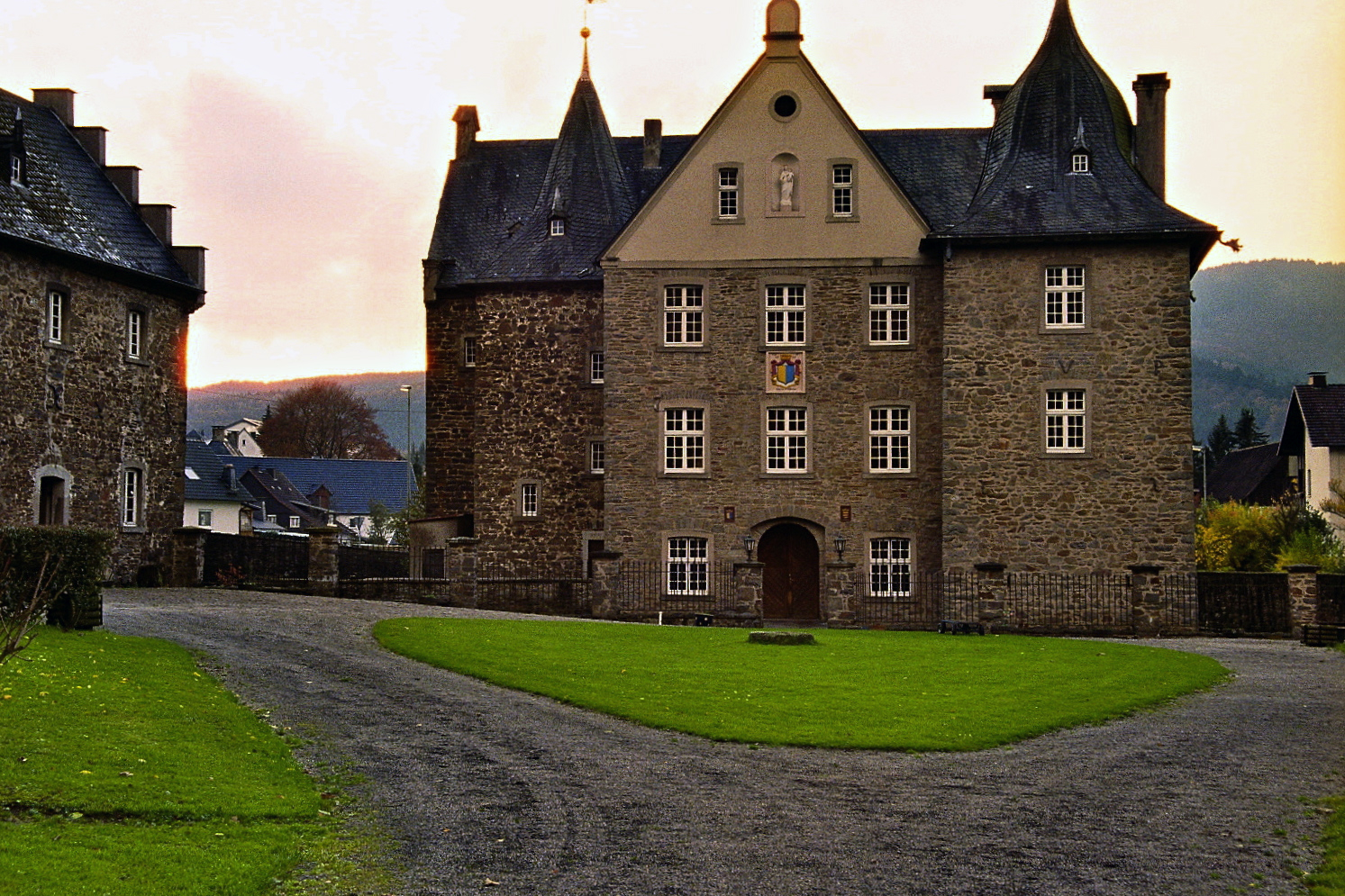
Schloss Lenhausen

### Linie Plettenberg-Lenhausen (katholisch)

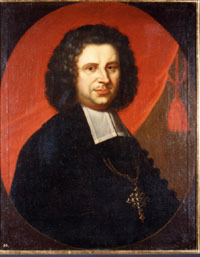
Fürstbischof Friedrich Christian von Plettenberg (1644–1706)

Heidenreich von Plettenberg (* um 1450; † 1485), der zweite Sohn des Heidenreich von Plettenberg zu Bamenohl, wurde auf der Waldenburg geboren und war Miterbe von Gut Finnentrop. 1457 erwarb er das Schloss Lenhausen von Heinrich von Lenhausen, der kinderlos geblieben war. Er heiratete Adelheid von Wrede und teilte 1483 seinen Besitz unter seinen beiden Söhnen auf. Lenhausen wurde in ein oberes und unteres Haus geteilt.
Heinrich von Plettenberg zu Lenhausen, das dritte Kind, heiratete 1575 Margarethe Agathe von Böckenförde und hatte mit ihr sieben Kinder.
- Christian von Plettenberg zu Lenhausen (1576–vor 1646), ihr ältester Sohn erhielt das untere Haus und heiratete Anna Vogt von Elspe zu Borghausen und Bamenohl. Aus der Ehe gingen die Kinder Ida (* 1603, † 1671, Äbtissin des Stift Fröndenberg), Christian (1612–1687) und Bernhard (1618–1679) hervor, der 1643 Odila von Fürstenberg heiratete, die ihm neun Kinder gebar.

- Friedrich Christian (1644–1706), ältester Sohn Bernhards, war von 1688 bis 1706 Fürstbischof von Münster. Zu seinen Brüdern zählten Ferdinand (Dompropst zu Münster), Wilhelm (Landkomtur des Deutschen Ordens), Christian Dietrich (1647–1694, Domscholaster in Hildesheim), Friedrich Mauritz (1648–1714, Domherr in Münster und Hildesheim), Johann Adolph (kurfürstlich-kölnischer Kammerherr und Deputierter der westfälischen Reichsritterschaft) und Bernhard (1657–1708, Domkantor in Paderborn). Mit Letzteren wurde Friedrich Christian 1689 von Kaiser Karl VI. in den Reichsfreiherrenstand erhoben.

- Die Söhne von Johann Adolph, Ferdinand und Friedrich Bernhard Wilhelm, erlangten 1724 den Reichsgrafenstand.

Ferdinand (1690–1737) wurde Premierminister unter dem Kölner Erzbischof und Kurfürsten Clemens August I. von Bayern und war wichtiger Unterstützer von Maria Theresia von Österreich bei der Thronfolge für die Habsburgischen Erblande. Er war Begründer der Linie Plettenberg-Wittem bzw. Mietingen, die später erlosch. Unter ihm wurde 1734 das monumentale Schloss Nordkirchen fertiggestellt, das bis 1833 im Familienbesitz blieb.
Sein Bruder Friedrich Bernhard Wilhelm erwarb 1710 das Schloss Hovestadt in Lippetal, das bis heute von der Familie bewohnt wird. 1733 verlegte die Familie ihren Hauptwohnsitz von Lenhausen dorthin. 1874 ließ sie das Obere Haus Lenhausen instand setzen. Seit 1927 nutzt ein Zweig der Familie es wieder als Familiensitz.
Der in Hovestadt geborene Bildhauer Bernhard von Plettenberg stammte aus dieser Linie. Die österreichische Mixed-Martial-Arts-Kämpferin und CrossFitterin Livia von Plettenberg trägt den Familiennamen durch Adoption.

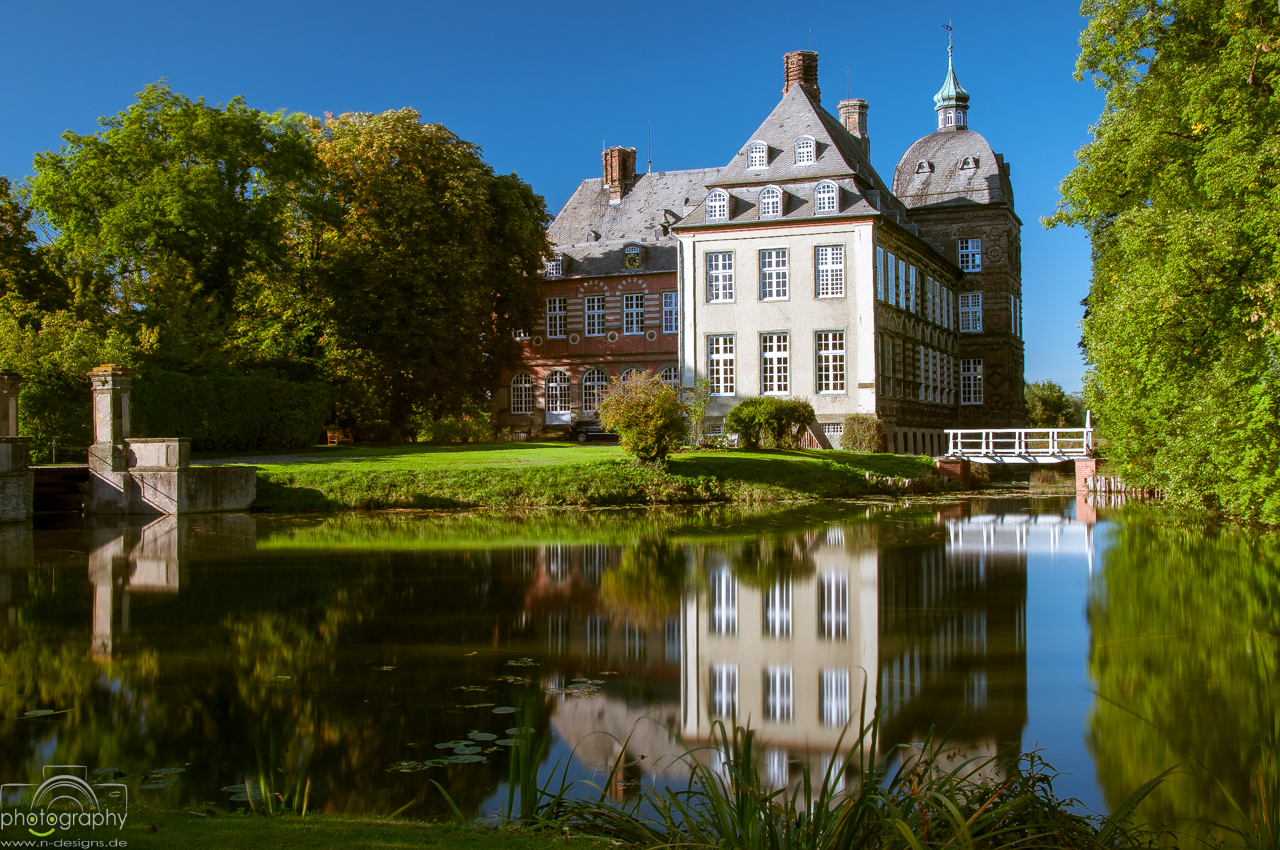
Schloss Hovestadt, Kreis Soest
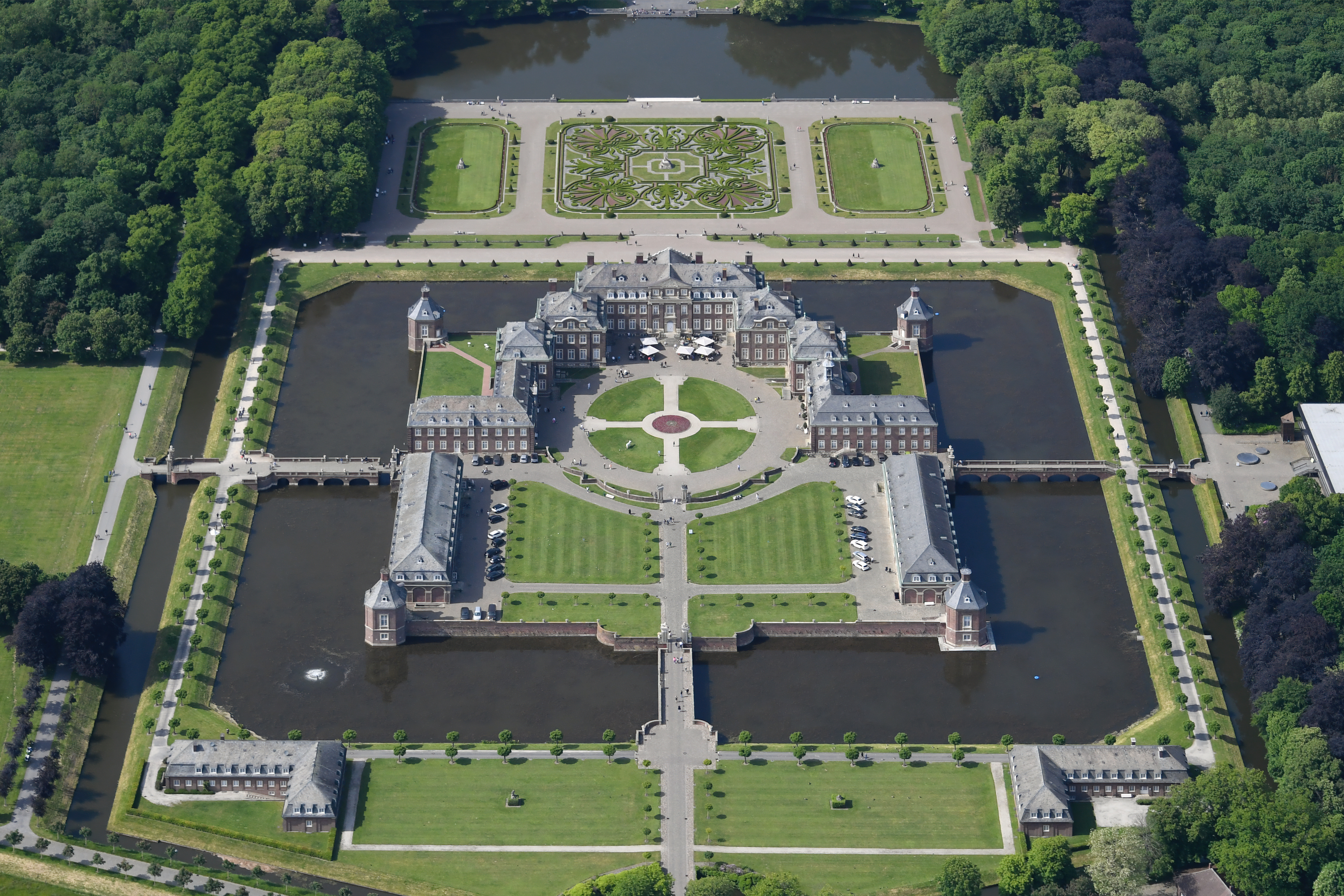
Schloss Nordkirchen, Kreis Coesfeld

### Linie Plettenberg-Wittem bzw. Plettenberg-Mietingen (erloschen)

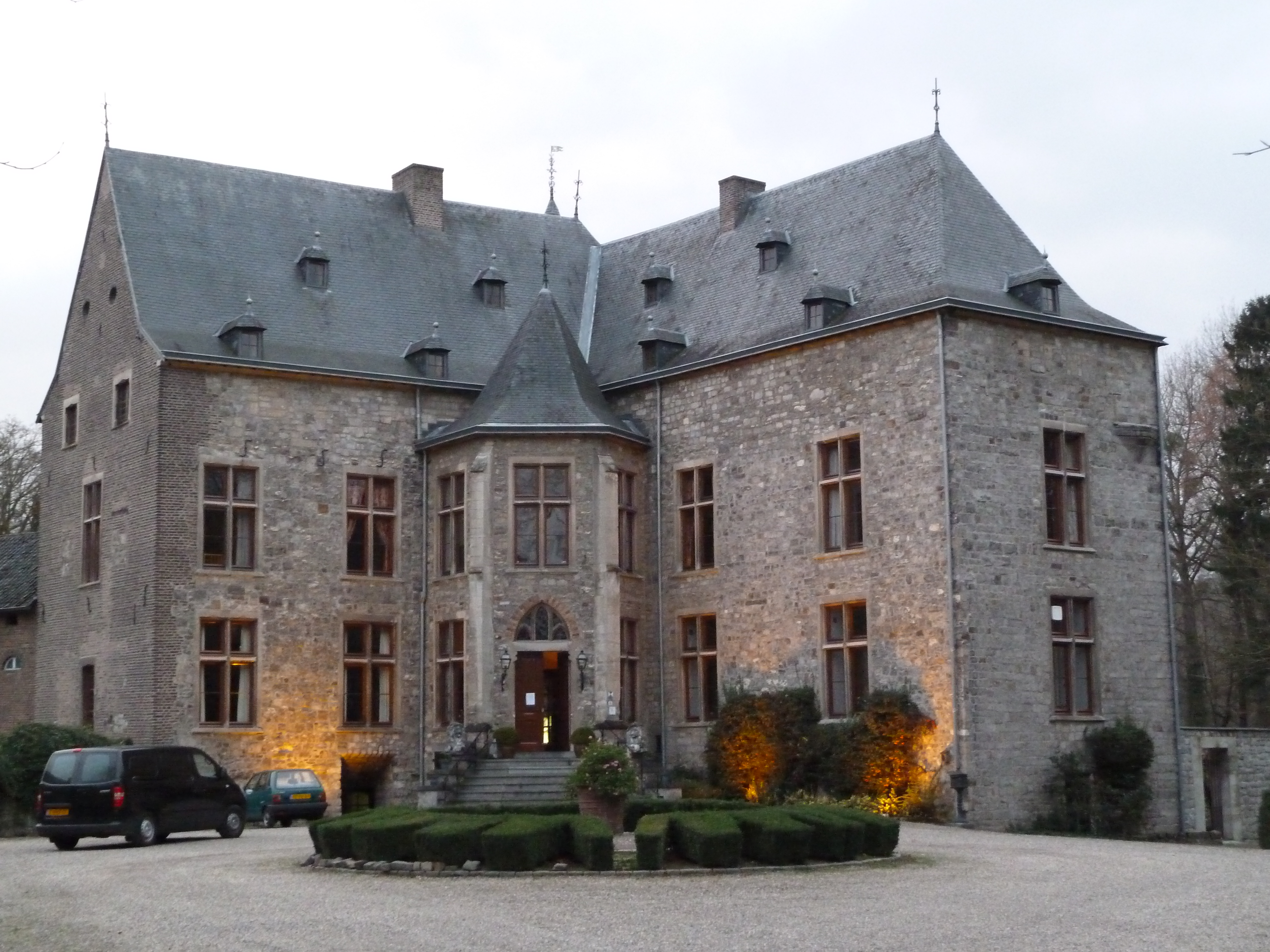
Kasteel Wittem

Ferdinand von Plettenberg-Lenhausen kaufte die Herrschaften Eys und Wittem, wurde 1724/25 zum „Graf von Plettenberg und Wittem“ erhoben und erlangte dadurch 1732 die Reichsstandschaft mit Sitz und Stimme im Kollegium der westfälischen Reichsgrafen. Dieser reichsständische Besitz ging 1801 durch den Frieden von Lunéville an Frankreich verloren. Er heiratete Bernardina Alexandrina von Westerholt-Lembeck (* 1695). Unter seinem Sohn Franz Joseph geriet die Familie in Konkurs, den sie erst durch den Verkauf von zahlreichen Gütern sowie Krediten von Verwandten beenden konnte. Sein Enkel Maximilian Friedrich stürzte die Familie kurz danach in einen zweiten Konkurs.
Beim Reichsdeputationshauptschluss 1803 erhielt Maximilian Friedrich mit den Orten Mietingen und Sulmingen in Schwaben eine Entschädigung. Die beiden Orte wurden zur „Grafschaft Mietingen“ erhoben, die aber bereits 1806 mediatisiert wurde und als Standesherrschaft an das Königreich Württemberg fiel. Graf Maximilian Friedrich von Plettenberg-Wittem zu Mietingen (1771–1813) war der letzte männliche Spross dieser Linie. Seine Tochter Maria aus der Ehe mit Maria Josephina geb. Gräfin von Gallenberg (1784–1839) heiratete 1833 den k.u.k. Kämmerer Nicolaus Graf von Esterházy de Galantha.

### Linie Plettenberg-Stockum (protestantisch)

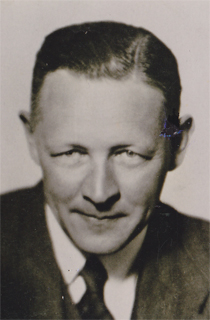
Widerstandskämpfer Kurt Frhr. von Plettenberg (1891–1945)

Hermann von Plettenberg, Eigentümer des Oberen Hauses in Lenhausen, kaufte 1494 das Rittergut Stockum von den Brüdern Friedrich und Ewert von Neheim und begründete so die Linie zu Lenhausen und Stockum, deren Mitglieder bereits seit dem Dreißigjährigen Krieg häufig Karriere im Militärdienst gemacht hatten. Sie gehörten zum protestantischen Teil der Familie und verlegten ihren Lebensmittelpunkt später nach Bückeburg, dem Sitz des Fürstenhauses Schaumburg-Lippe, und nach Berlin.
Aus dieser Linie stammten auch:
- Mauritz Henrich von Plettenberg (* 1668), Herr zu Nieder-Lenhausen, Finnentrop und Stockum, Generalmajor der Infanterie in holländischen Diensten, sein Sohn

- Christoph Friedrich Steffen von Plettenberg  (* 1698 in Plettenberg; † 1777 auf Haus Heyde), der sich unter Friedrich dem Großen in den Schlesischen Kriegen große Verdienste erwarb. Einer seiner Söhne,
- Dietrich Christian Johann von Plettenberg (* 1748; † 1818), Oberst im preußischen Kürassierregiment Nr. 3, übernahm das Gut. Ihn beerbte sein Sohn
- Eugen Gustav Friedrich Adolf (* 1805; † 1886). Dessen Sohn,
- Karl von Plettenberg (* 1852 Neuhaus; † 1938 Bückeburg) war Generaladjutant Kaiser Wilhelms II. Sein Sohn
- Kurt von Plettenberg (* 1891 Bückeburg; † 1945 Berlin) war Widerstandskämpfer im Dritten Reich und am Attentat vom 20. Juli 1944 gegen Adolf Hitler beteiligt.

### Plettenberg in den Niederlanden (erloschen)
Die ersten beiden 1591/92 nachweisbaren van Plettenberg, Hauptmann Willem (* um 1540; † vor 23. Februar 1611) und Johann, führten noch den Zusatz von Lenhausen. Schwennicke vermutet, dass die beiden Brüder von Wilhelm von Plettenberg, genannt von Engstfeld, abstammen.
1661 wurde Hans Willem (* um 1646; † 10. März 1698 in Sluis) als Freiherr von Plettenberg und Lenhuisen in den Stand eines H.R. Rijksbaron erhoben. Sein Nachkomme Henrik Casimir (* 1697; † 1740) war Oberst in der Oranier-Garnison in Leeuwarden. Mit Dekret vom 22. Oktober 1814 wurde ein Nachkomme Hans Willems durch Souverein Besluit als zum Adel Frieslands zugehörig anerkannt. 1825 wurden zwei weitere Familienmitglieder in den Ritterstand berufen.
Aus der Linie stammt auch der Gouverneur der Kapkolonie Joachim van Plettenberg (1771–1785), sowie vermutlich die Maler Matthieu van Plattenberg (1607–1660) und sein Sohn Nicolas de Plattemontagne (1631–1706). Die letzte Namensträgerin, Elisabeth Mechteld Baroness van Plettenberg, starb am 7. Juni 1929 in Den Haag.

### Plettenberg im Baltikum (erloschen)

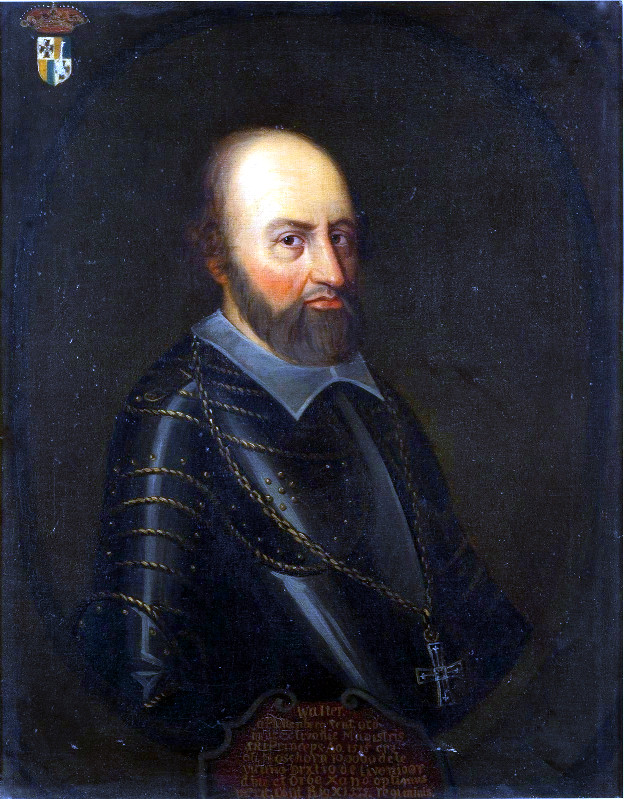
Wolter von Plettenberg, Deutschordensmeister von Livland

Im 15. und 16. Jahrhundert stellte die Familie mehrere Mitglieder des Deutschen Ordens in Livland. So wird Walter von Plettenberg 1422 als Komtur von Dobeln genannt. Godert von Plettenberg war 1450 Landmarschall von Livland.
Wolter von Plettenberg, der bekannteste von ihnen, geboren auf Burg Meyerich, wurde 1494 Landmeister in Livland und besiegte 1502 ein zahlenmäßig überlegenes Heer des Moskauer Großfürsten Iwan III. in der Schlacht am Smolinasee. 1525 wurde er von Kaiser Karl V. für sich und seine Nachfolger in den Reichsfürstenstand mit Sitz und Stimme auf den Reichstagen erhoben.
In Kurland heiratet Heinrich von Plettenberg aus Linden 1625 Elisabeth von Manteuffel a.d.H. Schönwerder (* ~1610), Tochter des Kanzlers Michael von Manteuffel, Erbin von Grafenthal, Schönwerder und Mißhof (Dzimtmisa). 1745 wird Heinrich Ernst von Plettenberg erwähnt, Oberstleutnant und polnischer Geheimer Rat, Erbherr von Samiten (Zemīte), ebenso sein Bruder George Friedrich von Plettenberg, Regierungsrat und Erbherr auf Linden (Linde), Meddum (Medumi), Kalkuhnen (Kalkūne) und Berkenhagen (Birkineļi) als Söhne eines Heinrich Gerhard von Plettenberg erwähnt.

## Wappen
Blasonierung des Stammwappens: Von Gold und Blau gespalten. Auf dem Helm mit blau-goldenen Decken eine blaue und eine goldene Reiherfeder.

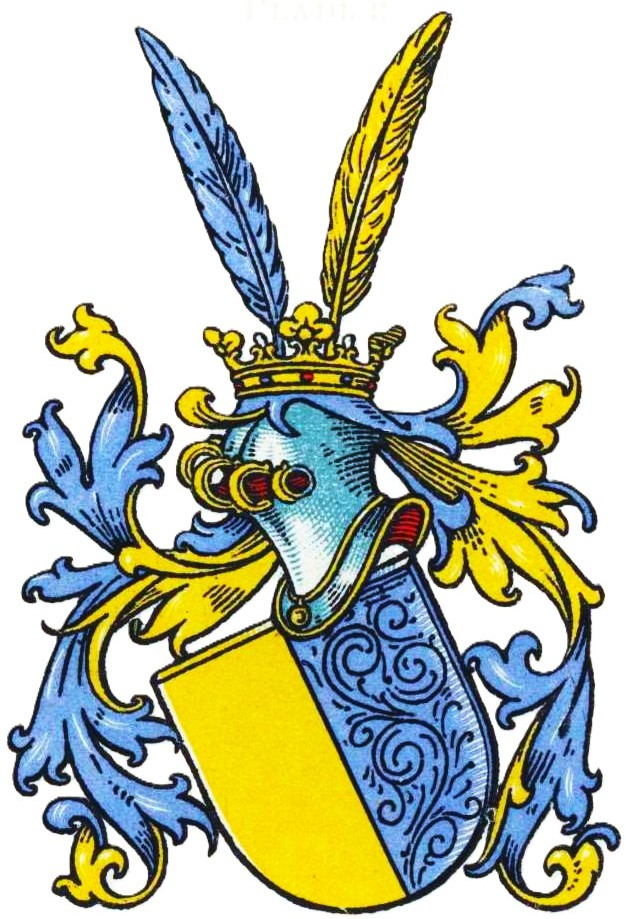
Wappen derer von Plettenberg im Wappenbuch des Westfälischen Adels
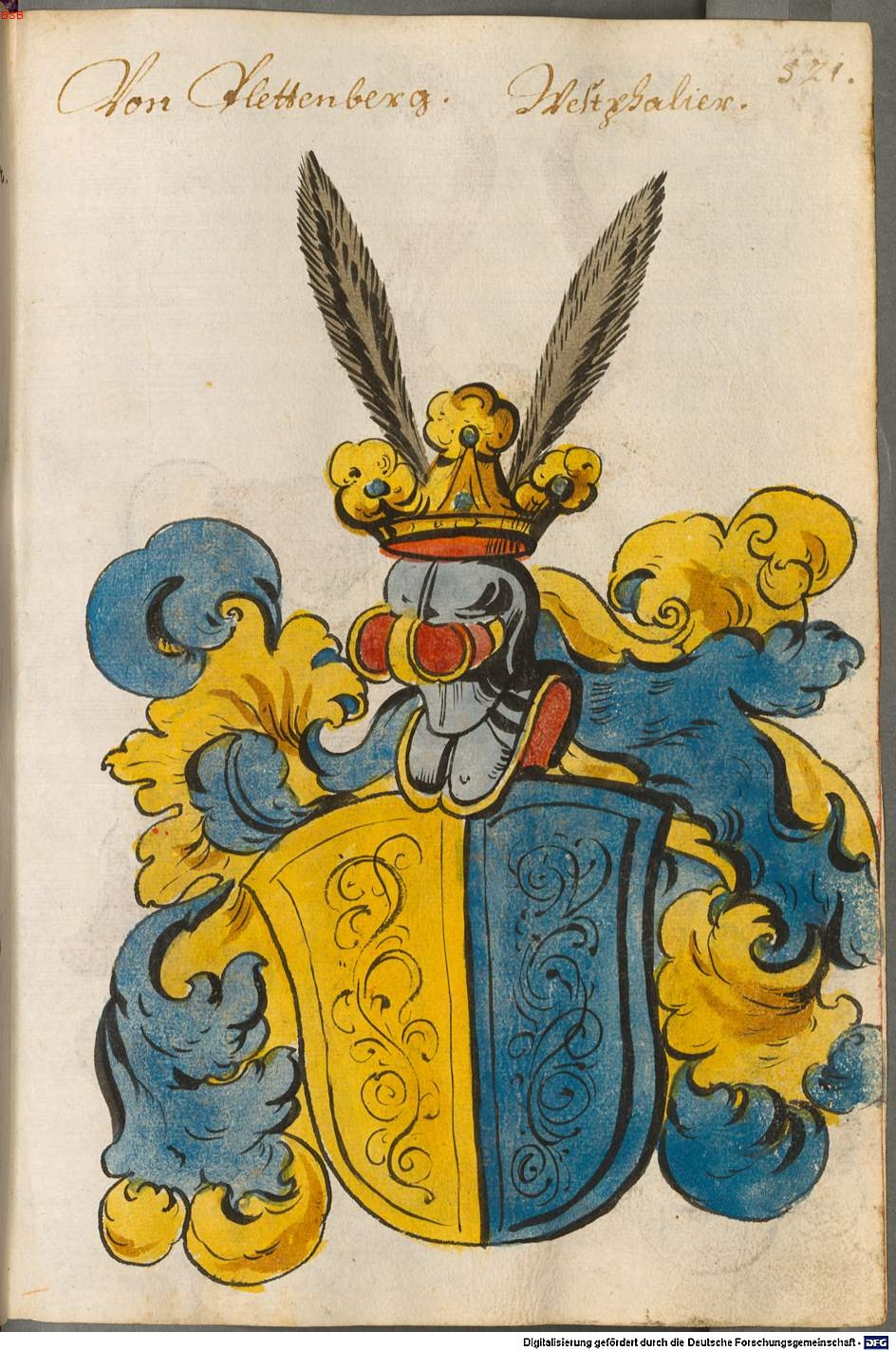
Wappen derer von Plettenberg im Scheiblerschen Wappenbuch
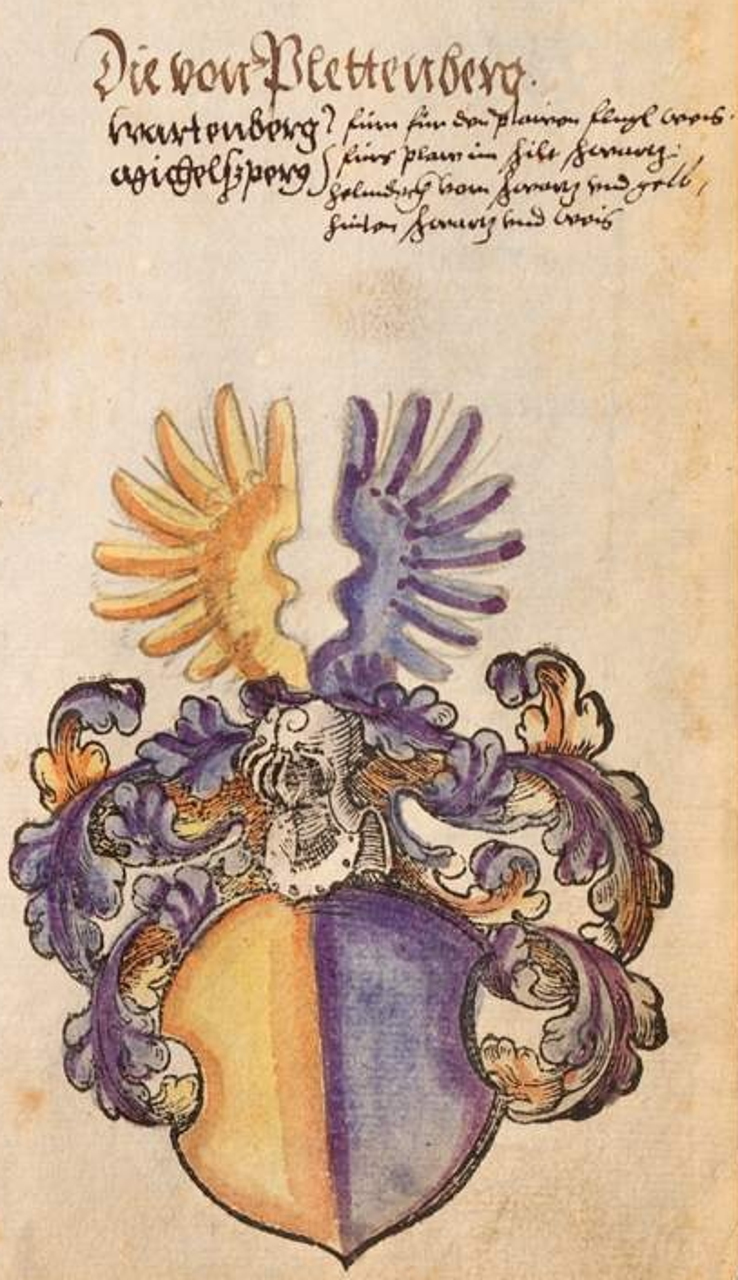
Wappen derer von Plettenberg im Wappenbuch des Heiligen Römischen Reichs
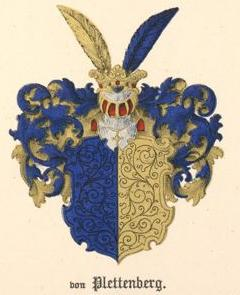
Wappen derer von Plettenberg im Baltischen Wappenbuch
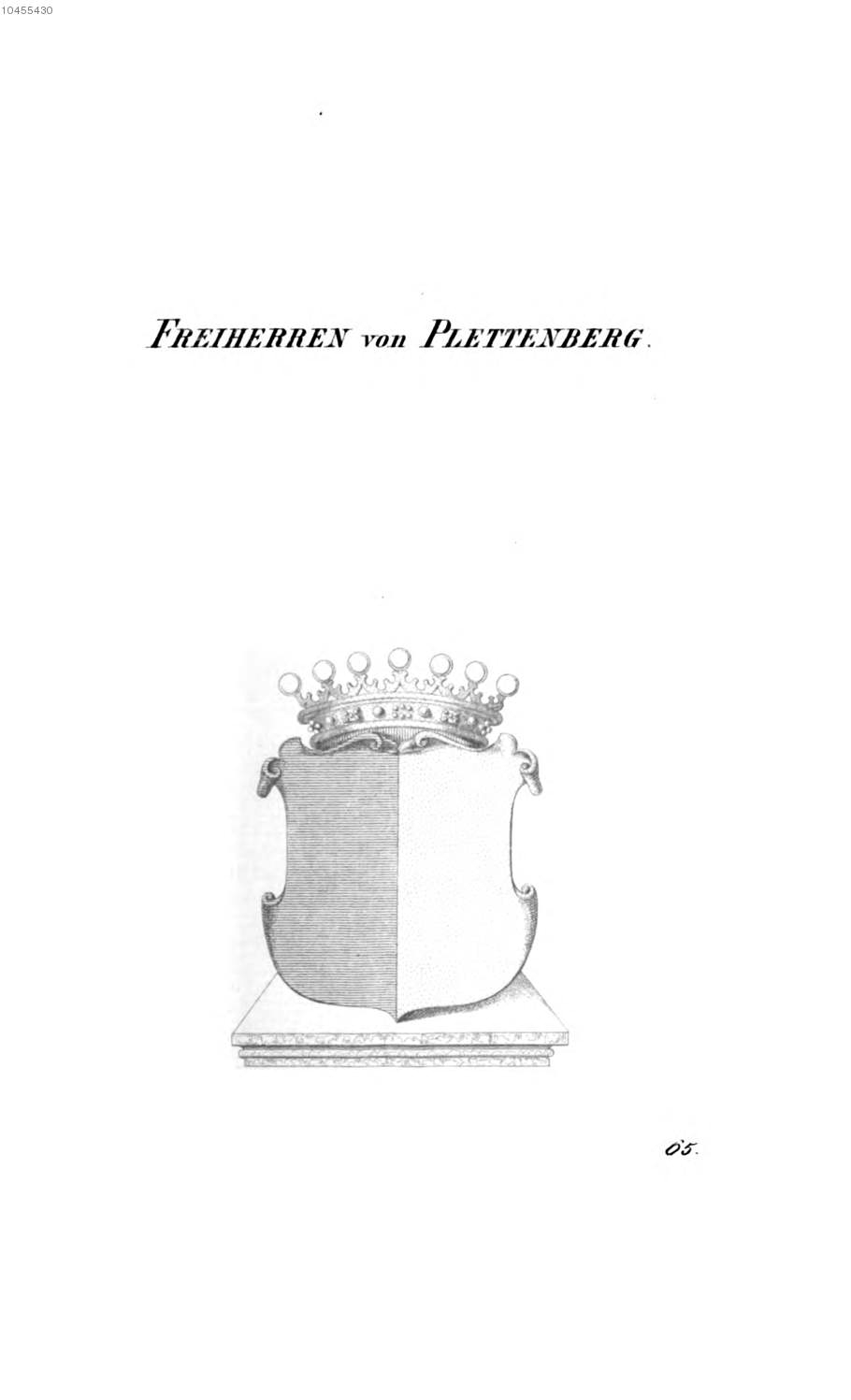
Wappen der Freiherren von Plettenberg bei Tyroff
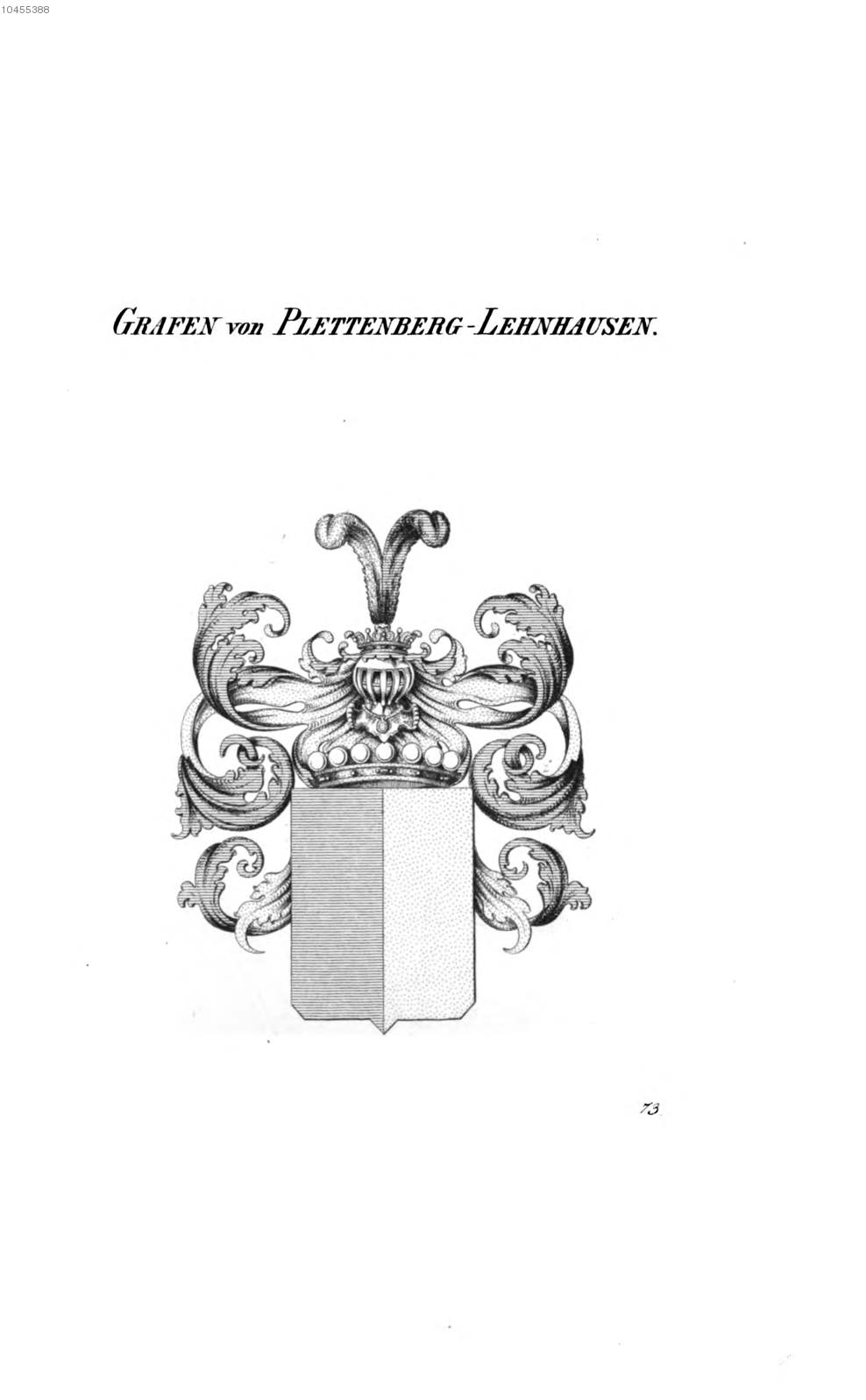
Wappen der Grafen von Plettenberg-Lehnhausen bei Tyroff
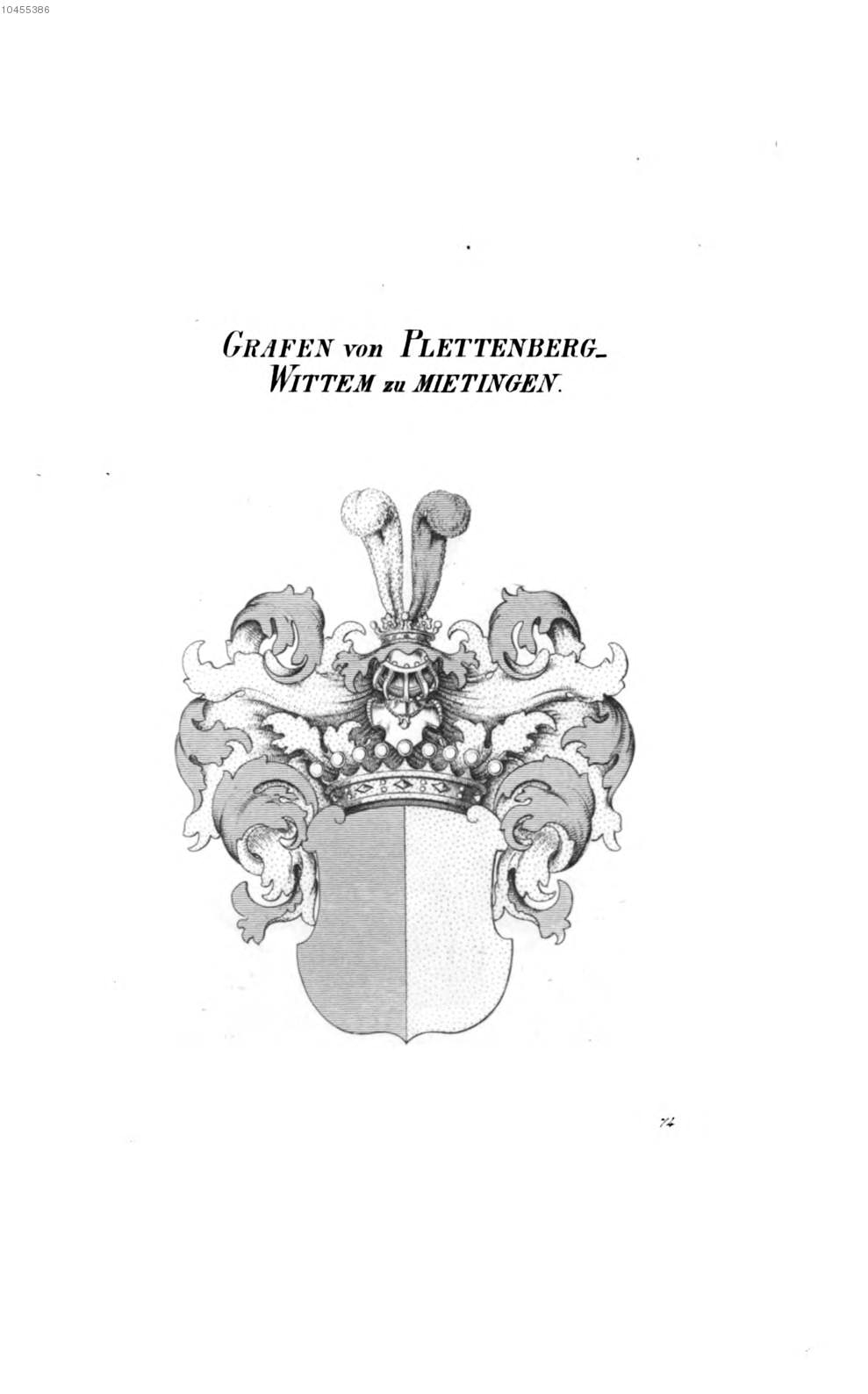
Wappen der Grafen von Plettenberg-Wittem zu Mietingen bei Tyroff
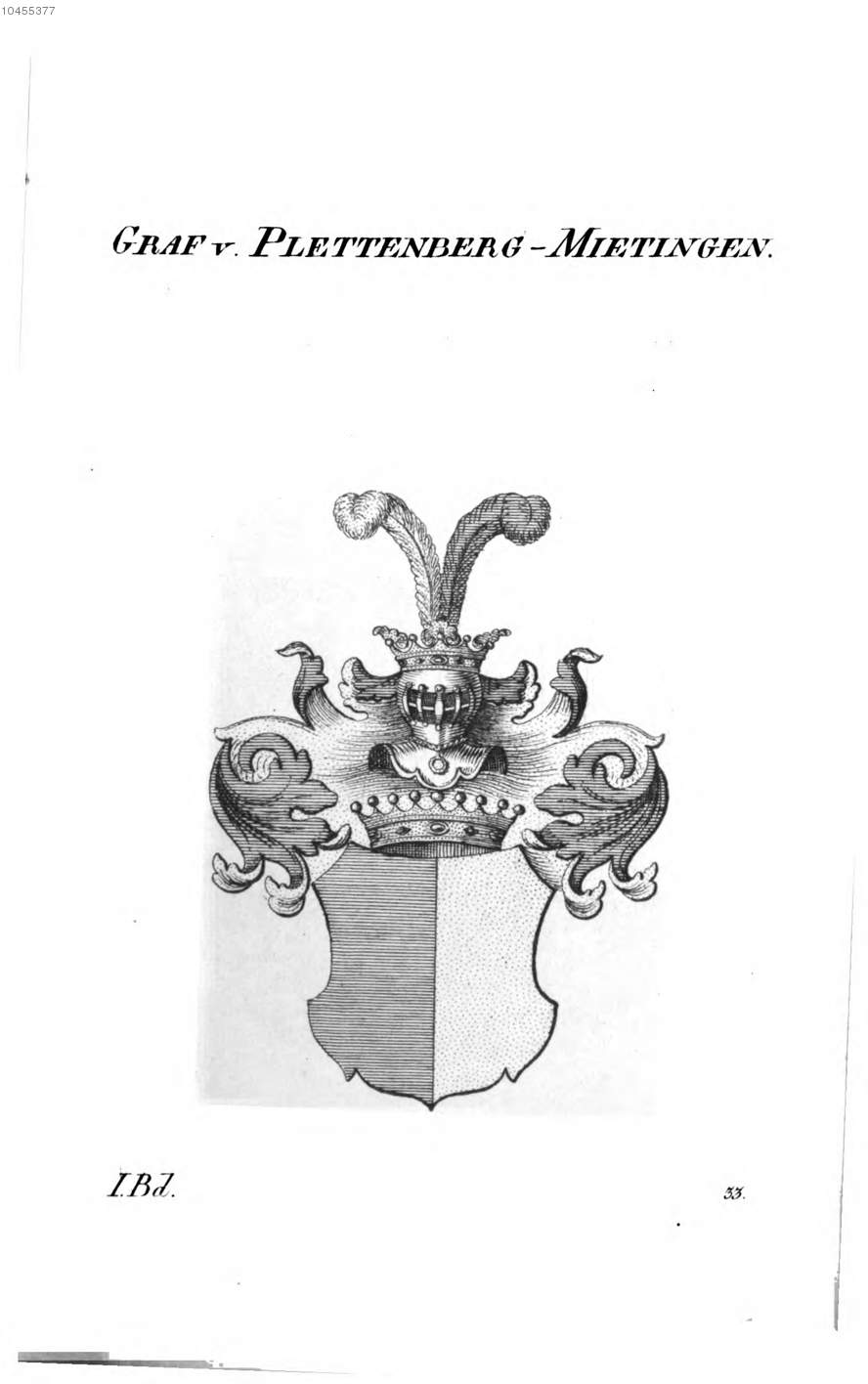
Wappen der Grafen von Plettenberg-Mietingen bei Tyroff
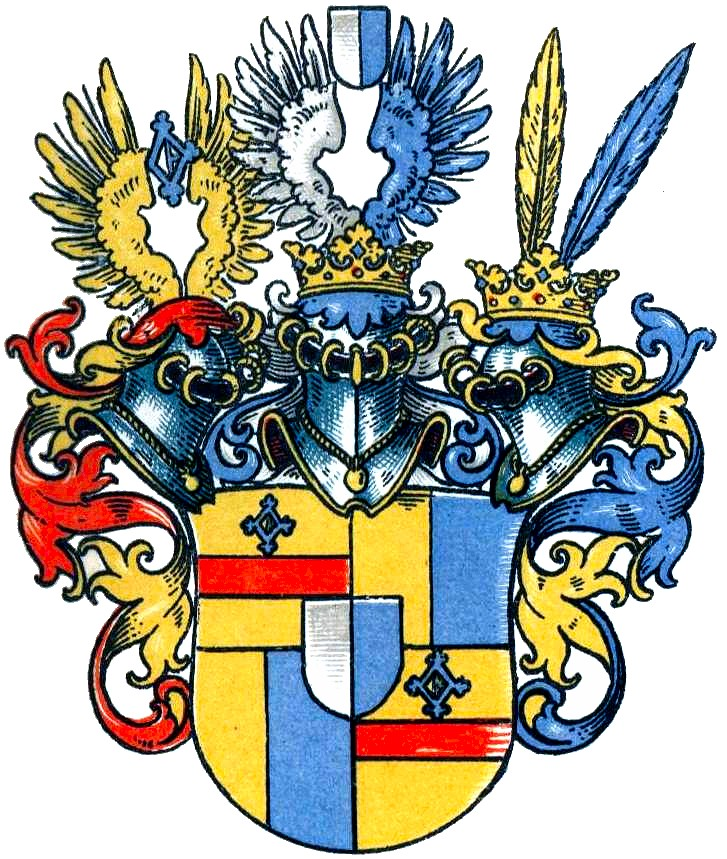
Wappen der Freiherren von Bodelschwingh-Plettenberg im Wappenbuch des Westfälischen Adels

Es besteht eine Wappenverwandtschaft mit den Vogt von Elspe.

## Namensträger (chronologisch)
- Hunold I. von Plettenberg (* um 1190) war von 1256 bis 1260 Marschall von Westfalen.
- Johann I. von Plettenberg (* vor 1270; † nach 1314), Kölnischer Marschall von Westfalen
- Wolter von Plettenberg (* um 1450–1535), Landmeister in Livland des Deutschen Ordens
- Heinrich von Plettenberg († 1553), Domherr in Paderborn und Domscholaster in Münster
- Gerhard von Plettenberg († 1540), Domherr in Münster
- Heinrich von Plettenberg († nach 1570), Domherr in Münster
- Dietrich von Plettenberg (1560–1643), Fürstlicher Rat, Dompropst in Paderborn, Domherr in Münster
- Gertrud von Plettenberg († 1608), Mätresse von Ernst von Bayern, Erzbischof von Köln
- Dietrich von Plettenberg (1609–1669), Domherr in Münster und Hildesheim
- Friedrich Christian von Plettenberg (1644–1706), Fürstbischof von Münster
- Friedrich Mauritz von Plettenberg (1648–1714), Domherr in Hildesheim und Münster
- Ferdinand von Plettenberg (1650–1712), Dompropst im Domkapitel Münster
- Wilhelm von Plettenberg zu Lenhausen (*um 1652–1711), Obrist und Landkomtur des Deutschen Ordens
- Johann Adolph von Plettenberg (1655–1696), kurkölnischer Kämmerer und Geheimrat sowie Deputierter der Münsterschen Ritterschaft
- Dietrich Heinrich von Plettenberg (* vor 1696–1713), Landmarschall, Erbauer Schloss Strahlfeld (Kloster Strahlfeld)
- Bernhard von Plettenberg (1657–1708), Domherr in Münster und Domkantor in Paderborn
- Ida von Plettenberg-Lenhausen (* um 1603–1671), Äbtissin des Damenstifts Fröndenberg
- Dietrich von Plettenberg (1609–1669), Domherr in Münster und Hildesheim
- Friedrich Christian Heinrich von Plettenberg (1682–1752), Dompropst in Münster
- Johann Mauritz von Plettenberg (1686–1740), Domherr in Münster, Paderborn und Osnabrück
- Ferdinand von Plettenberg (1690–1737), Premierminister unter Kurfürst Clemens August I. von Bayern
- Bernhard Wilhelm von Plettenberg (1695–1730), Domherr in Paderborn und Münster, Amtsdrost in Werl
- Christoph Friedrich Steffen von Plettenberg (1698–1777), General unter Friedrich dem Großen
- Ferdinand Joseph von Plettenberg (1729–1777), Domherr in Münster, Paderborn und Hildesheim
- Joachim van Plettenberg (1739–1793), Gouverneur der Kapkolonie, Namensgeber für Plettenberg Bay (Südafrika)
- Karl Wilhelm Georg von Plettenberg-Heeren ab 1805 Freiherr von Bodelschwingh-Plettenberg (1765–1850), war königlich preußischer Kammerherr
- Gisbert von Bodelschwingh-Plettenberg (1790–1866), königlich-preußischer Kammerherr, Landkomtur des Deutschen Ordens, Mitglied des Preußischen Herrenhauses
- Carl Gisbert Wilhelm von Bodelschwingh-Plettenberg (1821–1907), Landmarschall und Mitglied des Preußischen Herrenhauses
- Karl von Plettenberg (1852–1938), Kommandierender General des Gardekorps und Generaladjutant des Kaisers
- Hunold von Plettenberg-Oevinghausen (1858–1925), Offizier und Besitzer des Rittergutes Oevinghausen
- Friedrich von Plettenberg-Heeren (1863–1924), Kammerherr und Major, Erbmarschall der Grafschaft Mark und Mitglied des Preußischen Herrenhauses
- Jobst Henrich von Plettenberg (1866–1921), Landrat im Kreis Kolmar i. Posen
- Friedrich Christian von Plettenberg (1882–1972) Weingutsbesitzer und Weinbauverbandspolitiker
- Kurt von Plettenberg (1891–1945), Forstmann, Generalbevollmächtigter des vormaligen Preußischen Königshauses, gehörte zum engeren Kreis der Widerständler vom 20. Juli 1944
- Bernhard von Plettenberg (1903–1987), Bildhauer
- Elisabeth von Plettenberg (1911–2000), Ehefrau von Erich Vermehren, Agent der Abwehr
- Ferdinand von Plettenberg (* 1957), Sänger (Tenor)
- Ulrich von Plettenberg (* 1964), katholischer Priester, Generalvikar im Bistum Trier

### Sekundärliteratur
- Albert K. Hömberg: Geschichtliche Nachrichten über Adelssitze und Rittergüter im Herzogtum Westfalen und ihre Besitzer / H. 10. Kirchspiele Elspe, Förde, Kirchhundem, Kirchveischede, Oberhundem, Rahrbach und Schönholthausen (Kreis Olpe II). Historische Kommission für Westfalen, Münster 1975.
- Otto Hupp: Münchener Kalender 1908. Verlagsanstalt München/Regensburg, 1908.
- Sven Solterbeck: Blaues Blut und rote Zahlen. Westfälischer Adel im Konkurs 1700-1815. In: Internationale Hochschulschriften. Band 653. Waxmann Verlage, Münster 2018, ISBN 978-3-8309-3869-9, S. 455.
- Wilhelm Voss: Fretter und seine alten Höfe, Abschrift 2012. Heimatbund Finnentrop, 1940 (heimatbund-finnentrop.de [PDF]).
- Friedrich W. Schulte: Der Streit um Südwestfalen im Spätmittelalter: die Grafen von der Mark, die Erzbischöfe von Köln; im Blickpunkt: die Burg Schwarzenberg. Hrsg.: Heimatbund Märkischer Kreis. Mönnig, Iserlohn 1997, ISBN 3-922885-86-1, S. 232.